# Storia militare d'Italia
La storia militare d'Italia narra un vasto periodo di tempo, incominciato con Roma antica, attraverso il Medioevo, il Rinascimento, il Risorgimento e fino ai giorni d'oggi. La penisola italiana è stata anche il centro di scontri militari per tutta la storia dell'Europa: di conseguenza, l'Italia ha una lunga tradizione militare.

## Italia antica

### Etruschi e Italici

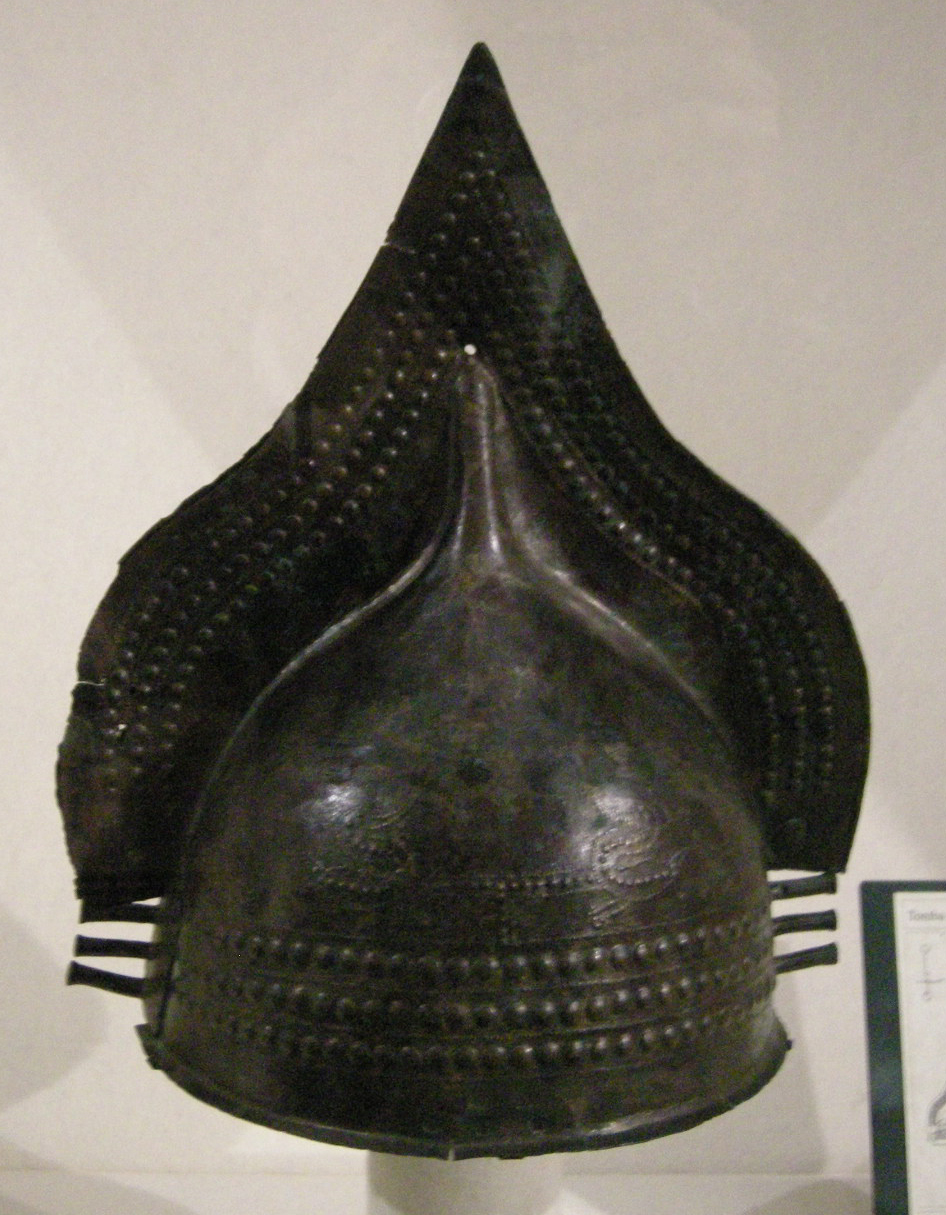
Elmo villanoviano

Nel primo millennio il territorio dell'Italia attuale era abitato da una moltitudine di popolazioni differenti per origine, cultura, lingua e religione. La differenza si specchiava anche nella varietà di organizzazione militare che questi avevano. Gran parte dell'italia centro-meridionale e nord-orientale era abitato da popolazioni dette italiche, ovvero dalla tipologia di lingue che parlavano. Nell'VIII secolo a.C. nell'Italia centro-meridionale erano stanziati ad esempio Latini a ovest da cui emergeranno poi i Romani, Sabini nella valle superiore del Tevere, Umbri a nordest, Sanniti nel sud, Osci e altri condividevano la penisola italiana con altri due principali gruppi etnici: Etruschi a nord, e Greci a sud.

Gli Etruschi (etrusci o tusci in latino) erano stanziati nell'Etruria, regione a nord di Roma (odierni Lazio settentrionale, Toscana, e Umbria occidentale). Fondarono città come Tarquinia, Veio e Volterra, influenzando profondamente la cultura romana, come dimostrano chiaramente le ascendenze etrusche di alcuni dei mitici re di Roma. Le origini degli Etruschi si perdono nella preistoria. Non sono giunti a noi letteratura o testi di religione o filosofia; gran parte delle conoscenze su questa civiltà deriva da corredi funebri e reperti tombali.

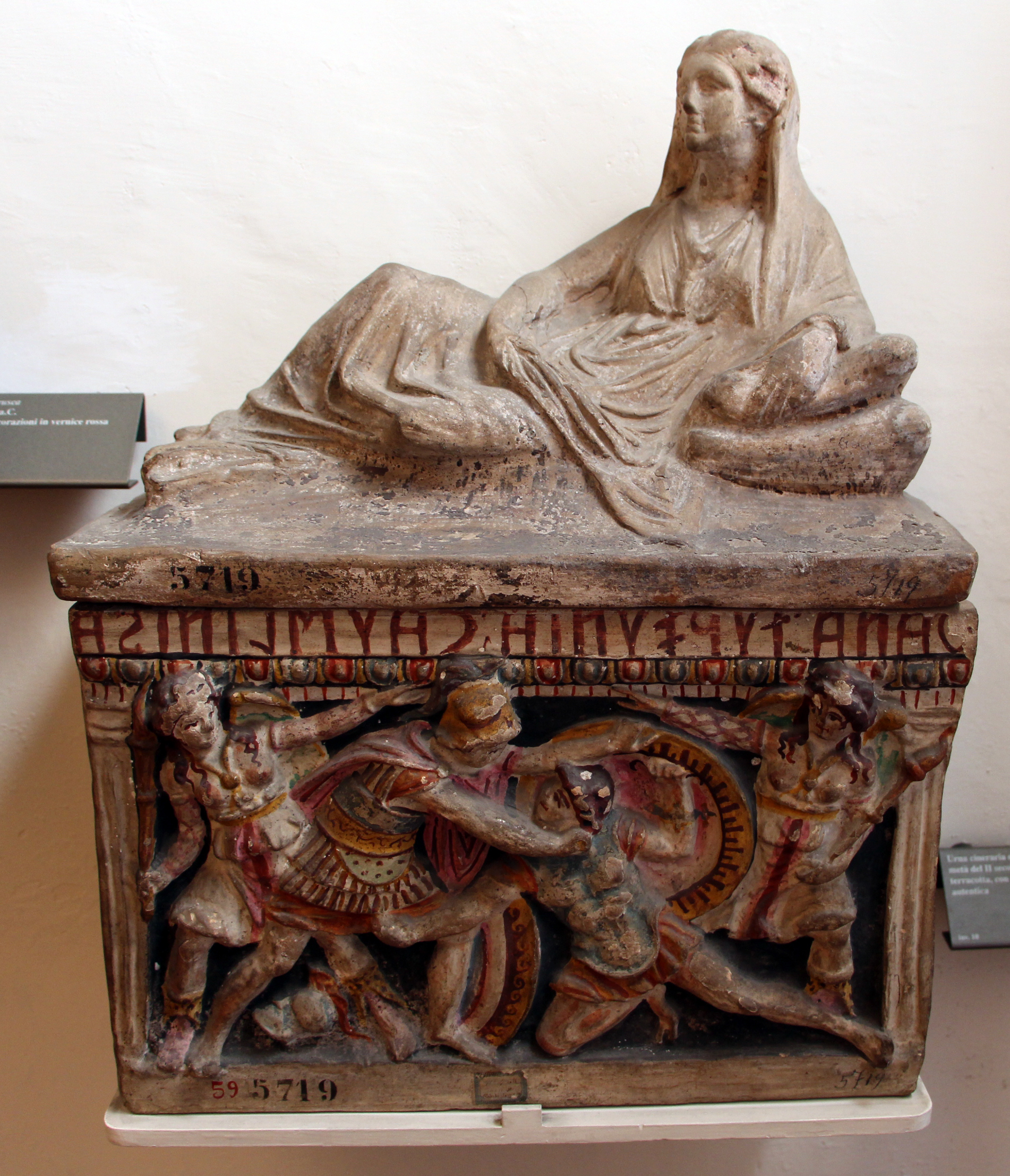
Arte etrusca, urna cineraria in terracotta con policromia forse autentica, 150 a.C. circa

Considerata la loro organizzazione federale di città-stato, in caso di guerra gli eserciti erano reclutati su base cittadina e richiamando alle armi i cittadini secondo ricchezza e posizione sociale: di conseguenza composizione, equipaggiamento e aspetto degli eserciti doveva quindi variare molto. Le formazioni armate comprendevano corpi di opliti, di truppe leggere e di cavalleria, ognuno con i propri equipaggiamenti e con i propri compiti.
Infatti la struttura delle unità era in base all'armamento, la fanteria poteva essere pesante o leggera. La cavalleria aveva scopi di ricognizione ed esplorazione, mentre in età arcaica era anche utilizzato il carro da guerra.
Gli Etruschi avevano a disposizione un territorio con molti giacimenti di metallo, soprattutto l'isola d'Elba, la tecnica metallurgica dei fabbri etruschi era avanzata e permetteva loro di avere armi di qualità più alta degli altri popoli.
Gli Italici erano bellicosi quanto gli Etruschi (gli spettacoli gladiatorii potrebbero essersi evoluti da usanze funerarie etrusche). Italici ed Etruschi avevano una significativa tradizione militare. Oltre a far risaltare il rango e il potere di certi soggetti nella loro cultura, la guerra era una considerevole opportunità economica nella loro civiltà. Come molte società antiche, Italici ed Etruschi lanciavano campagne nei mesi estivi, razziando le zone confinanti, tentando di ottenere territorio e praticando pirateria/banditismo come mezzo per acquisire rilevanti risorse quali terra, prestigio e merci. È pure probabile che gli individui catturati in battaglia fossero riscattati a caro prezzo dai rispettivi clan e famiglie.

Dopo il 650 a.C. gli Etruschi furono egemoni nell'Italia centrale, e si espansero sia in quella settentrionale fondando città come Mutina, (l'odierna Modena) e Felsina (l'odierna Bologna) sia in quella meridionale, colonizzando la pianura campana. Secondo le tradizioni romane la Città Eterna sarebbe stata dominata da sette re (alcuni dei quali) "etruschi" dal 753 al 509 a.C. a partire dal leggendario Romolo che, assieme al fratello Remo avrebbe fondato Roma.

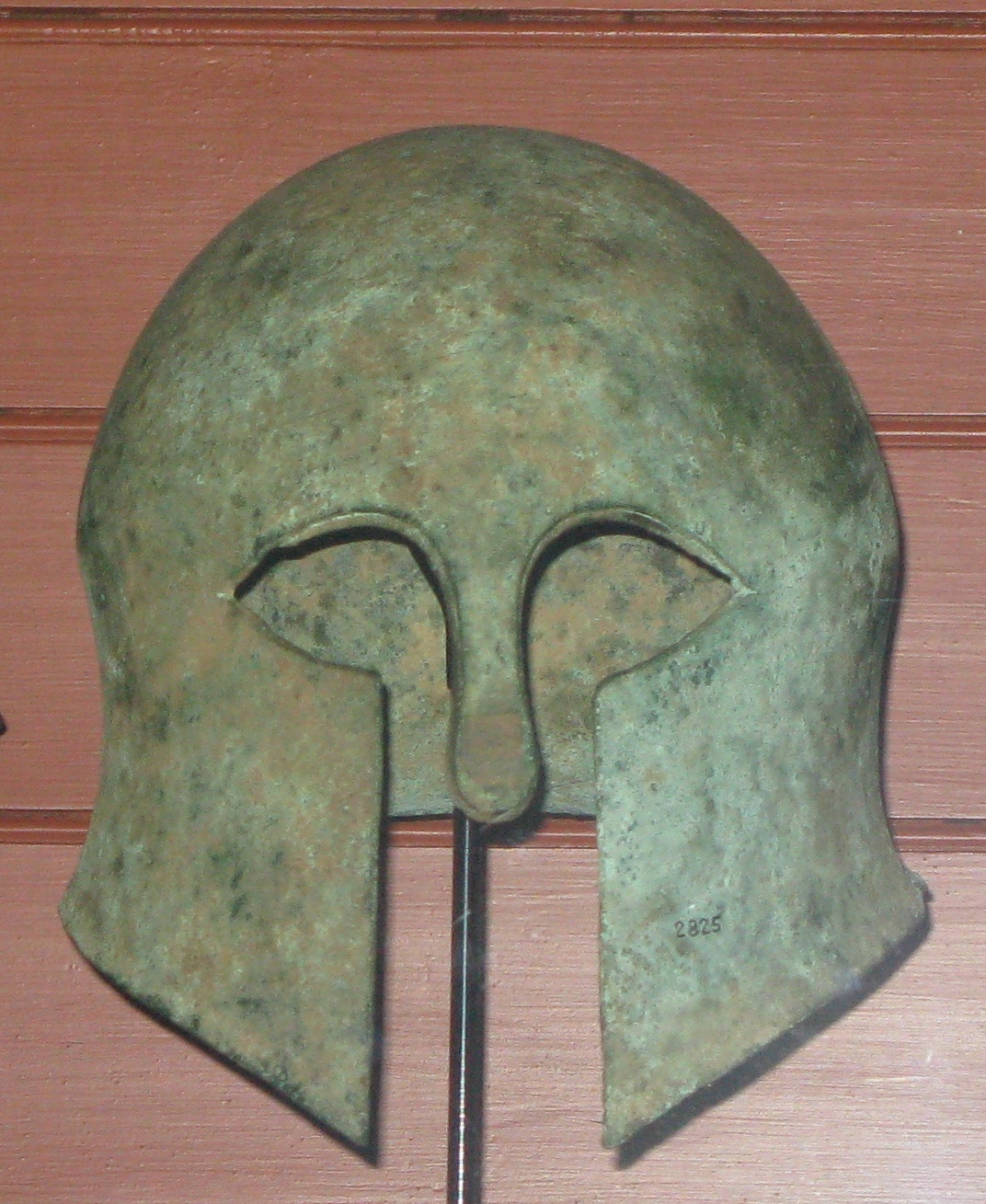
Un elmo etrusco di bronzo

### La Gallia cisalpina
La parte settentrionale dell'Italia era chiamata Gallia Cisalpina, a causa della diffusa presenza di tribù celtiche e della forte influenza che queste esercitavano sulla regione. Esistevano anche popoli non celtici come i Liguri nella parte occidentale, e i Veneti nella parte orientale, che costituivano la maggioranza della popolazione della Gallia Cisalpina, sebbene fossero molto influenzati dai Celti in diversi settori della loro cultura, come la guerra.
La prima presenza celtica in Italia settentrionale, potrebbe risalire all'età del bronzo nel XIII secolo con la cultura di Canegrate, con l'arrivo di popolazioni proto-celtiche dalle Alpi. Fa seguito nell'età del ferro la Cultura di Golasecca (IX-IV secolo a.C.). Una tomba risalente a questo periodo presenta nell'armamento caratteristiche della vicina cultura di Hallstatt ma anche etrusche o greche.
Durante il V secolo a.C le città dell'Etruria padana cadono a causa dell'espansione dei Celti, e quest'ultimi arrivano anche sulla costa adriatica dell'Italia centrale, nella zona attuale del nord delle Marche, dove sono stati fatti ritrovamenti di alcune armi celtiche poi adottate anche dai Romani.

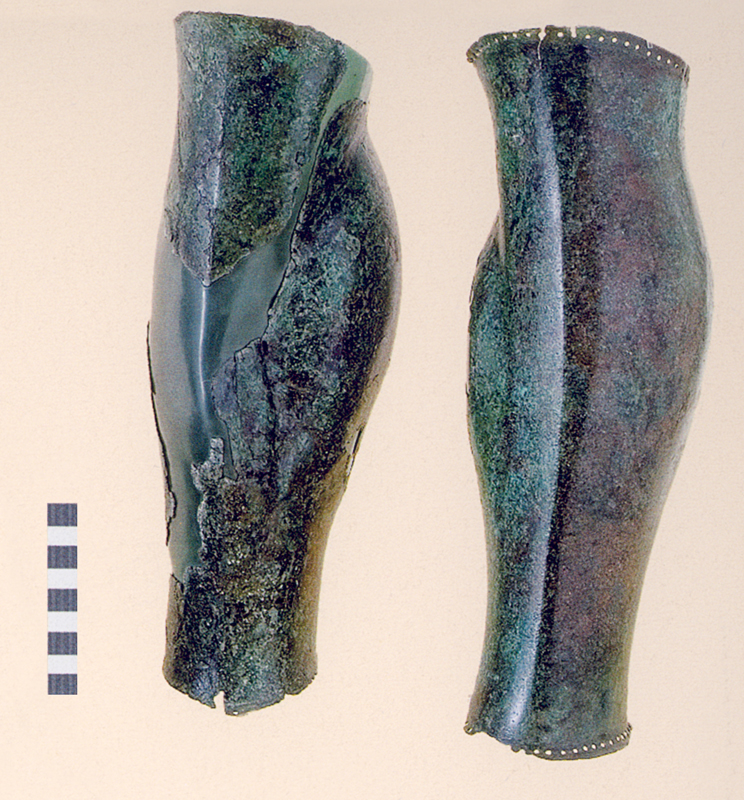
Schinieri rinvenuti nella seconda tomba del guerriero, a Sesto Calende

Inizialmente i Liguri abitavano gran parte del Nord ovest, tuttavia l'espansione celtica nella zona portò alla mescolanza dei due popoli, mentre l'area esclusivamente ligure si ridusse. Incerto se la fusione tra i due popoli sia stata pacifica o meno. Al III secolo a.C., il Nord-ovest era abitato da una fitta rete di popolazioni celtiche e celto-liguri, con diverso grado di ibridazione tra le due componenti etniche.

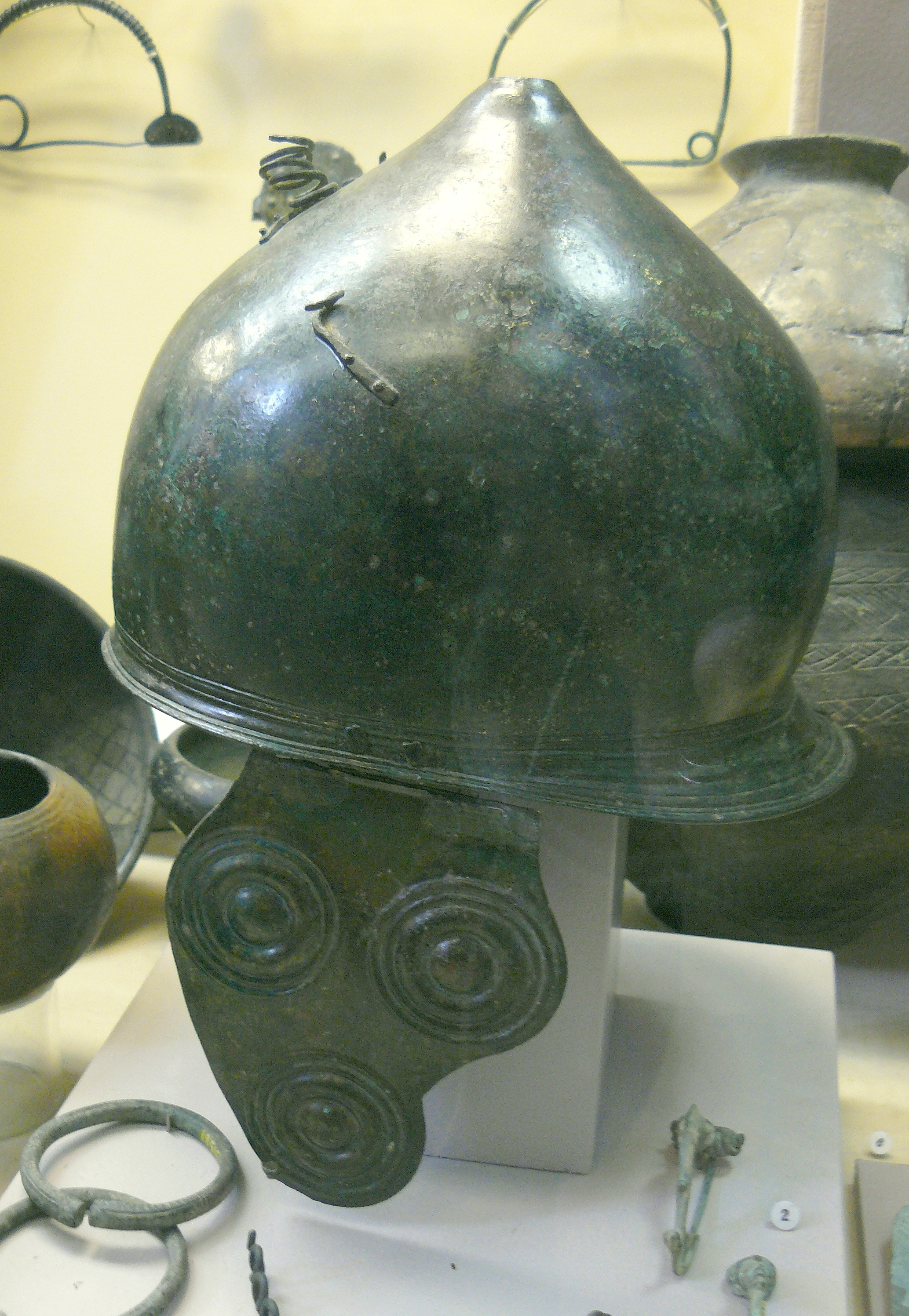
Elmo gallico cisalpino del III secolo a.C. in bronzo

I Liguri e Celto-liguri praticavano la guerra principalmente con tattiche di imboscate, raramente in campo aperto, la cavalleria era quasi del tutto sconosciuta e presente solo nelle tribù più celtizzate. Le armi utilizzate erano molto simili a quelle celtiche, tanto è che gli oggetti liguri del periodo tardo sono difficilmente distinguibili da quelle celti. Alcune tribù della costa praticavano la pirateria, attaccando le navi commerciali transitanti nel mar Ligure e nel mar Tirreno. Le tribù liguri poste al confine con l'Etruria, erano in contatto, e si scontrarono per molto tempo con gli Etruschi, che si volevano espandere nella regione, venendo influenzate nel loro armamento.
Il Nord-est era abitato da una popolazione di lingua Italica, ovvero i Veneti. Inizialmente la tattica militare di questo popolo era molto simile a quella italica, greca e dei vicini Illiri, praticando la formazione oplitica, e utilizzando armi come scudi rotondi, simili a quelli degli opliti greci, elmi a calotta bassa muniti di cresta, e lance a punta larga. Tuttavia in seguito l'influenza celtica si fece più sentire, portando all'utilizzo di tipiche armi e tattiche celtiche. I Veneti per proteggersi dalle periodiche scorrerie che subivano dai Galli, chiesero aiuto e diventarono alleati dei Romani. Le zone alpine erano abitate dalle popolazioni retiche, di dubbia origine, forse etrusca, o indigena alpina, o forse entrambe.
Queste moltitudine di tribù non erano unite e spesso si trovavano in disaccordo o addirittura in conflitto tra loro. La guerra tribale era una caratteristica regolare delle società celtiche, la guerra era usata per esercitare il controllo politico e molestare i rivali, per vantaggio economico e in alcuni casi per conquistare il territorio. Un esempio in quest'area fu la lotta tra gli Insubri celti e i Taurini, in cui intervenne Annibale, quando arrivò in Italia subito dopo aver attraversato le Alpi. I Galli cisalpini e i Liguri furono molto ricercati come mercenari nelle guerre del mondo antico, soprattutto da potenze come Cartagine e Siracusa, ma anche da popolazioni celtiche; fino a quando furono conquistate da Roma tra il III e il II secolo a.C.
Tuttavia la tradizione guerresca di questa area non venne meno in quanto nell'età tardo imperiale e alto imperiale, l'italia settentrionale divenne uno dei più importanti bacini di reclutamento dell'esercito romano.

### Magna Grecia e Sicilia
I Greci avevano fondato molte colonie nell'Italia meridionale (che più tardi i Romani avrebbero chiamato Magna Graecia), quali Cuma, Napoli e Taranto, e anche nella porzione orientale della Sicilia, con città come Siracusa, tra il 750 e il 550 a.C.

## Roma

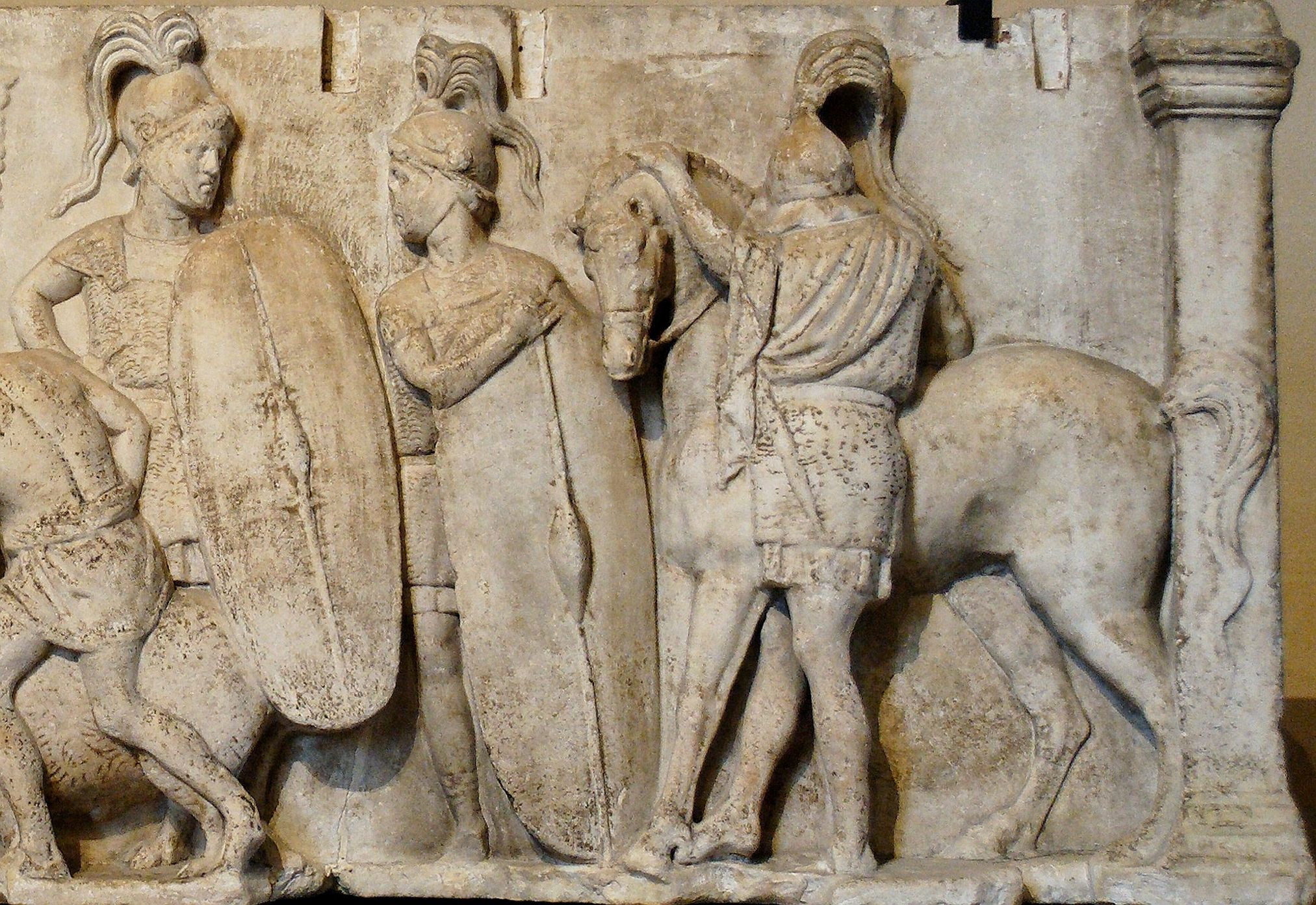
Prelievo dell'esercito, particolare di bassorilievo sull'Ara di Domizio Enobarbo, 122-115 a.C.

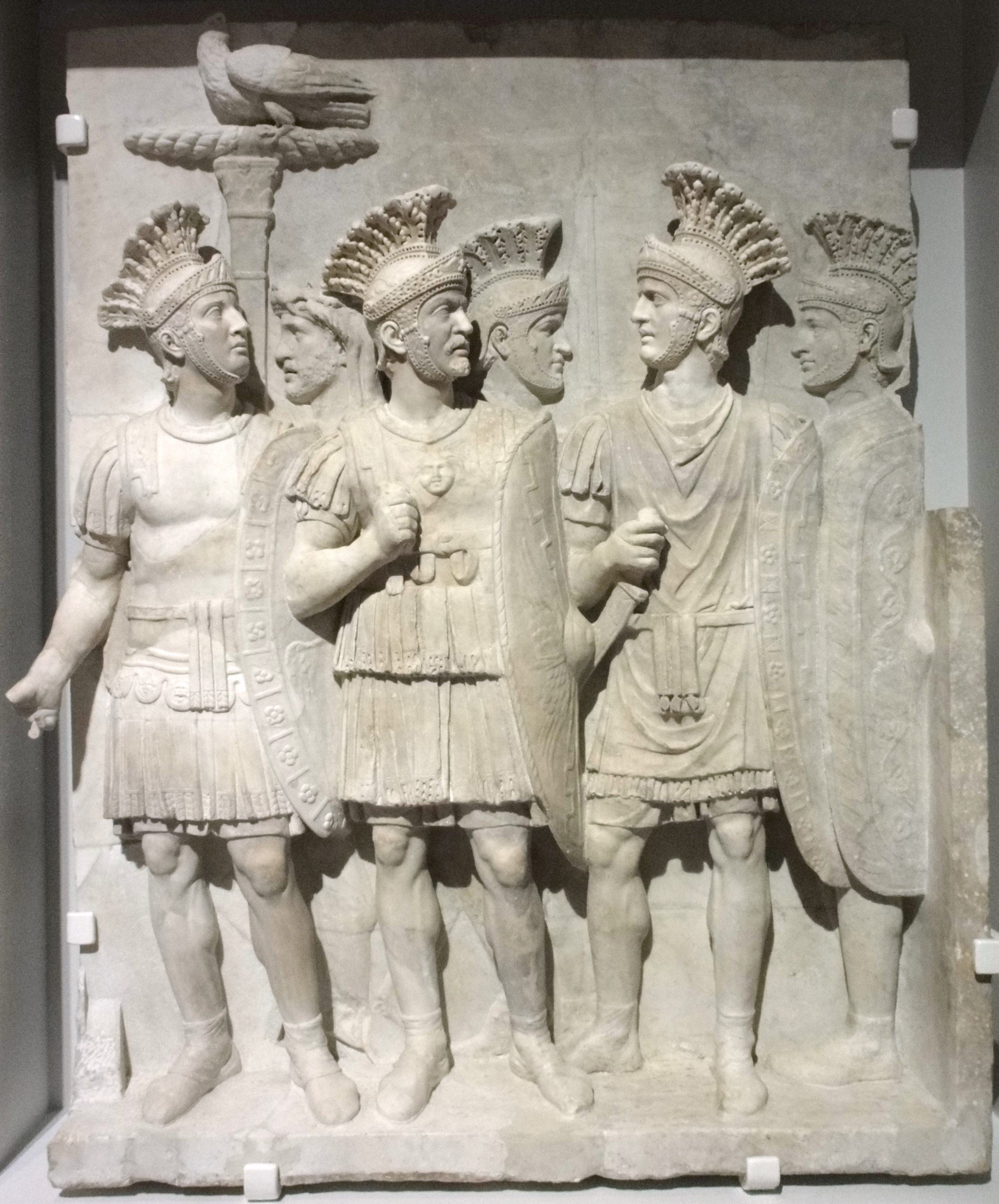
Frammento di bassorilievo romano raffigurante la Guardia pretoriana, circa 50 AD

L'originario esercito romano (intorno al 500 a.C.) era — come quelli delle città-stato influenzate dalla civiltà greca — una militia di cittadini che seguiva la tattica degli opliti. Era esiguo (la popolazione di maschi liberi in età idonea era allora di circa 9 000 elementi) e strutturato in cinque classi (parallelamente ai comizi centuriati, il corpo di cittadini organizzati politicamente), di cui tre costituivano gli opliti e due la fanteria leggera. L'esercito romano delle origini era tatticamente limitato e la sua attitudine in questo periodo era essenzialmente difensiva. Nel III secolo a.C. i Romani abbandonarono la formazione oplitica in favore di un sistema più flessibile in cui più piccoli gruppi di 120 (talora 60) uomini chiamati manipoli potevano manovrare più indipendentemente sul campo di battaglia. Trenta manipoli disposti su tre linee con truppe di appoggio costituivano una legione, forte di un numero tra 4 000 e 5 000 uomini. L'originaria legione repubblicana consisteva di cinque sezioni, ciascuna delle quali era equipaggiata diversamente e aveva posizioni differenti nella formazione: le tre linee di fanteria pesante manipolare (hastati, principes e triarii), una forza di fanteria leggera (velites), e la cavalleria (equites). La nuova organizzazione si accompagnò a una nuova propensione all'offensiva e a un atteggiamento molto più aggressivo verso le città-stato adiacenti.

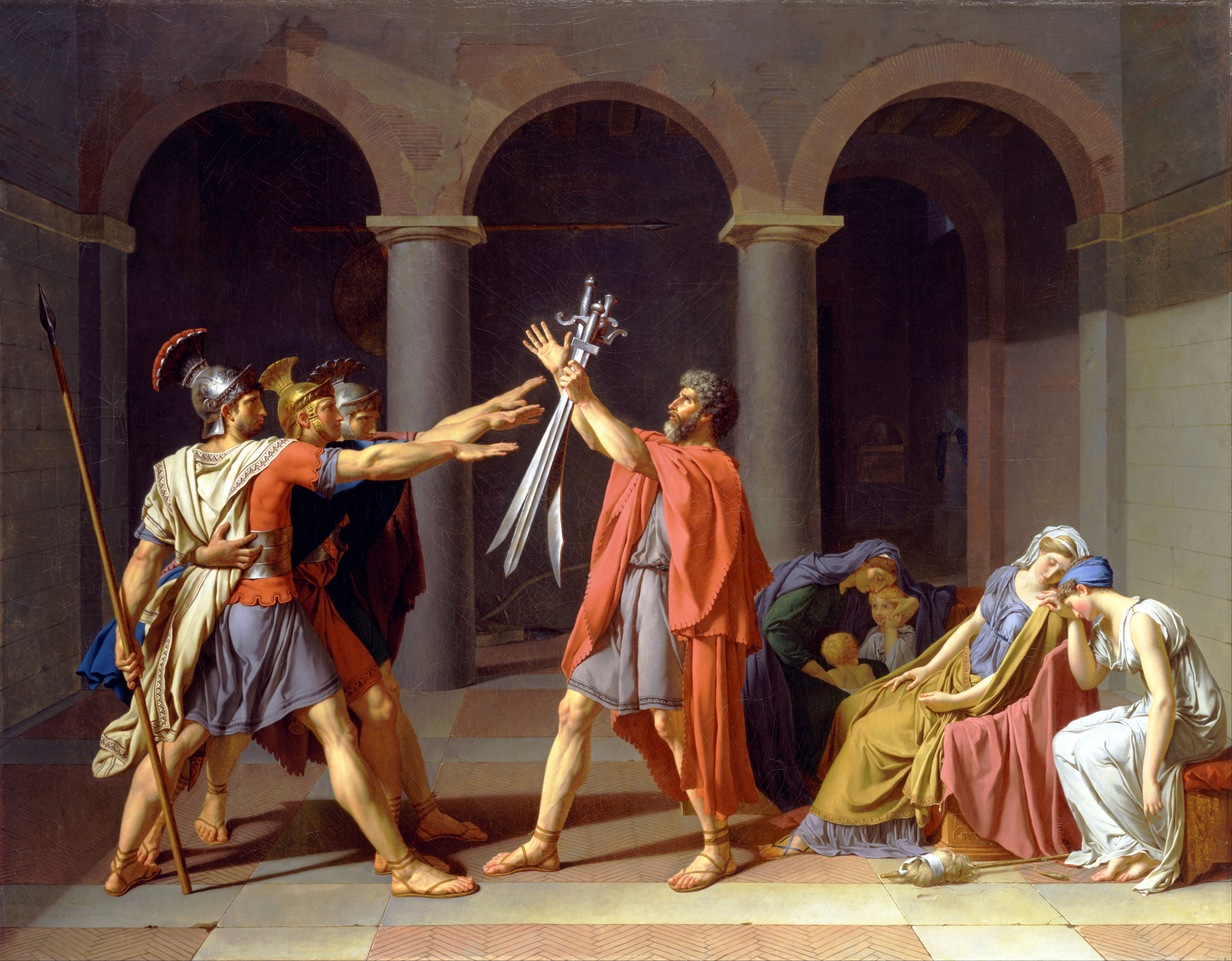
Legionari dell'antica Roma ("Il giuramento degli Orazi")

A pieno organico nominale, una legione di inizio repubblica avrebbe schierato da 3 600 a 4 800 guerrieri di fanteria pesante, parecchie centinaia di fanteria leggera e altrettanti cavalieri, per un totale tra 4 000 e 5 000. Le legioni erano spesso in significativo sotto-organico per reclutamento insufficiente o in seguito a periodi di servizio attivo a causa di incidenti, mortalità in battaglia, malattia e diserzione. Durante la guerra civile, le legioni di Pompeo a est erano a pieno organico poiché reclutate di recente, mentre le legioni di Cesare erano in molti casi al di sotto della forza nominale dopo prolungato servizio attivo in Gallia. Tale schema valeva pure per le forze ausiliarie.
Fino all'ultimo periodo repubblicano, il legionario tipico era un cittadino proprietario di terreni che coltivava personalmente in un'area rurale (perciò detto adsiduus), e prestava servizio per specifiche campagne (spesso annuali), acquistando in proprio l'equipaggiamento, compreso il cavallo nel caso degli equites. Harris suggerisce che fino al 200 a.C. il coltivatore diretto medio (che fosse sopravvissuto) poteva partecipare a sei o sette campagne. Liberti, schiavi (a prescindere dalla residenza) e gli abitanti delle città non prestavano servizio militare salvo rare emergenze. Dopo il 200 a.C. le condizioni economiche delle zone rurali peggiorarono mentre aumentava il bisogno di truppa, sicché i limiti di censo per far parte dell'esercito furono gradualmente ridotti. A partire da Caio Mario nel 107 a.C. si cominciarono ad arruolare cittadini senza proprietà fondiarie e alcuni abitanti delle città (proletarii), equipaggiandoli (a carico dell'erario), benché la maggior parte dei legionari continuasse a provenire dalla campagna. I periodi di ferma divennero continui e prolungati — fino a vent'anni, se l'emergenza lo richiedeva, sebbene Brunt sostenga che sei o sette anni fosse un termine più tipico. A partire dal III secolo a.C. ai legionari venne pagato lo stipendium (gli importi sono controversi ma è noto che Cesare "raddoppiò" i pagamenti alle sue truppe portandoli a 225 denarii), essi potevano far conto su bottino ed elargizioni (distribuzioni delle prede concesse dai comandanti) provenienti dalle campagne belliche, e dai tempi di Mario, spesso ottenevano assegnazioni di terreno quando si congedavano. Cavalleria e fanteria leggera aggregate a una legione (gli auxilia) erano spesso reclutate nelle zone in cui la legione prestava servizio. Cesare formò una legione, la Legio V Alaudae, di non-cittadini della Gallia transalpina per sostenere le sue campagne in Gallia. Al tempo di Cesare Augusto, l'ideale del cittadino-soldato era tramontato e le legioni erano divenute completamente professionali. I legionari erano pagati 900 sestertii l'anno e potevano aspirare a una buonuscita di 12 000 sesterzi al momento del congedo.
Alla fine della guerra civile, Augusto riorganizzò le forze militari, congedando soldati e sciogliendo legioni. Ne mantenne 28, distribuite per le province dell'Impero. Durante il Principato l'organizzazione dell'esercito continuò a evolvere. Gli auxilia rimasero coorti indipendenti, e le truppe legionarie spesso agivano come gruppi di coorti più che come legioni organiche. Un nuovo e versatile tipo di unità, le cohortes equitatae che univano cavalleria e legionari in una singola formazione, poteva essere dispiegato in guarnigioni e avamposti, combattere per conto proprio come piccole forze bilanciate o poteva essere combinato con unità analoghe formando una forza più grande, della dimensione di una legione. Questa aumentata flessibilità organizzativa un po' alla volta contribuì al successo di lungo termine delle forze militari romane.
L'imperatore Gallieno (253–268 AD) incominciò una riorganizzazione che creò la struttura militare finale del tardo impero. Ritirando alcuni legionari dalle basi fisse alla frontiera, Gallieno creò delle forze mobili (i comitatenses o armate campali) e le schierò in posizione più arretrata a una certa distanza dalle frontiere come riserva strategica. Le truppe di frontiera (limitanei) dislocate nelle basi fisse continuarono a costituire la prima linea di difesa. L'unità base dell'esercito campale era il "reggimento", legiones o auxilia per la fanteria e vexillationes per la cavalleria. Vi sono prove che suggeriscono una forza nominale di 1 200 uomini per i reggimenti di fanteria e 600 per la cavalleria, benché molti dati dimostrino inferiori livelli reali di truppe (rispettivamente 800 e 400). Molti reggimenti di fanteria e cavalleria operavano abbinati sotto la guida di un comes. Oltre alle truppe romane, le armate campali comprendevano reggimenti di "barbari" reclutati tra le tribù alleate e chiamati foederati. Dal 400 AD i reggimenti foederati erano diventati unità costituite permanentemente nell'esercito romano, pagate ed equipaggiate dall'Impero, comandate da un tribuno romano e impiegate esattamente come ogni altra unità romana. Oltre ai foederati, l'Impero usava ancora gruppi di barbari a combattere a fianco delle legioni come "alleati" non integrati nelle armate campali. Sotto il comando del generale romano più alto in grado, erano guidati a livelli inferiori da ufficiali della loro etnia.
La dirigenza militare evolse notevolmente nel corso della storia di Roma. Sotto la monarchia, gli eserciti di opliti sarebbero stati guidati dai re di Roma. Nei periodi iniziale e intermedio della repubblica, le forze militari erano agli ordini di uno dei due consoli eletti per quell'anno. Nella tarda repubblica i membri dell'élite senatoria, nello svolgimento della normale sequenza di uffici pubblici elettivi nota come cursus honorum, avrebbero assunto dapprima il grado di quaestor (spesso fungenti da vice rispetto ai comandanti campali), e in seguito come praetor. Terminato il servizio da praetor o consul, un senatore poteva essere incaricato di governare una provincia straniera con il titolo di propraetor o di proconsul (a seconda dell'incarico rivestito in precedenza). Gli ufficiali di grado inferiore (fino al grado di centurione, escluso) erano cooptati dai rispettivi comandanti tra le loro clientelae o tra i raccomandati della fazione politica di appartenenza in seno all'élite senatoria. Al tempo di Augusto, la cui principale priorità politica era porre le forze armate sotto un comando permanente e unitario, l'imperatore era giuridicamente al comando di ogni legione ma esercitava detto comando attraverso un legatus da lui scelto nell'ordo senatorius. Se una provincia aveva una sola legione, il legato sarebbe stato al contempo comandante della legione (legatus legionis) e governatore provinciale, mentre se la provincia disponeva di più legioni, ciascuna di esse sarebbe stata presieduta da un legato, e tutti questi legati avrebbero fatto capo al governatore provinciale (sempre un legato, ma di grado superiore). Nelle ultime fasi del periodo imperiale (forse a partire da Diocleziano), il modello augusteo fu abbandonato. Ai governatori provinciali fu tolta l'autorità militare, e il comando delle forze in un gruppo di province fu assegnato a generali (duces) designati dall'imperatore. Non appartenevano più al ceto dei senatori, ma erano militari cresciuti "dalla gavetta" che avevano molta più esperienza pratica operativa. Sempre più spesso questi uomini tentavano (talora riuscendoci) di usurpare il trono degli imperatori che li avevano nominati. Risorse più scarse, crescente caos politico e guerra civile finirono per rendere l'Impero d'Occidente più esposto ad attacchi e conquiste per opera delle confinanti popolazioni barbare.
Marina militare

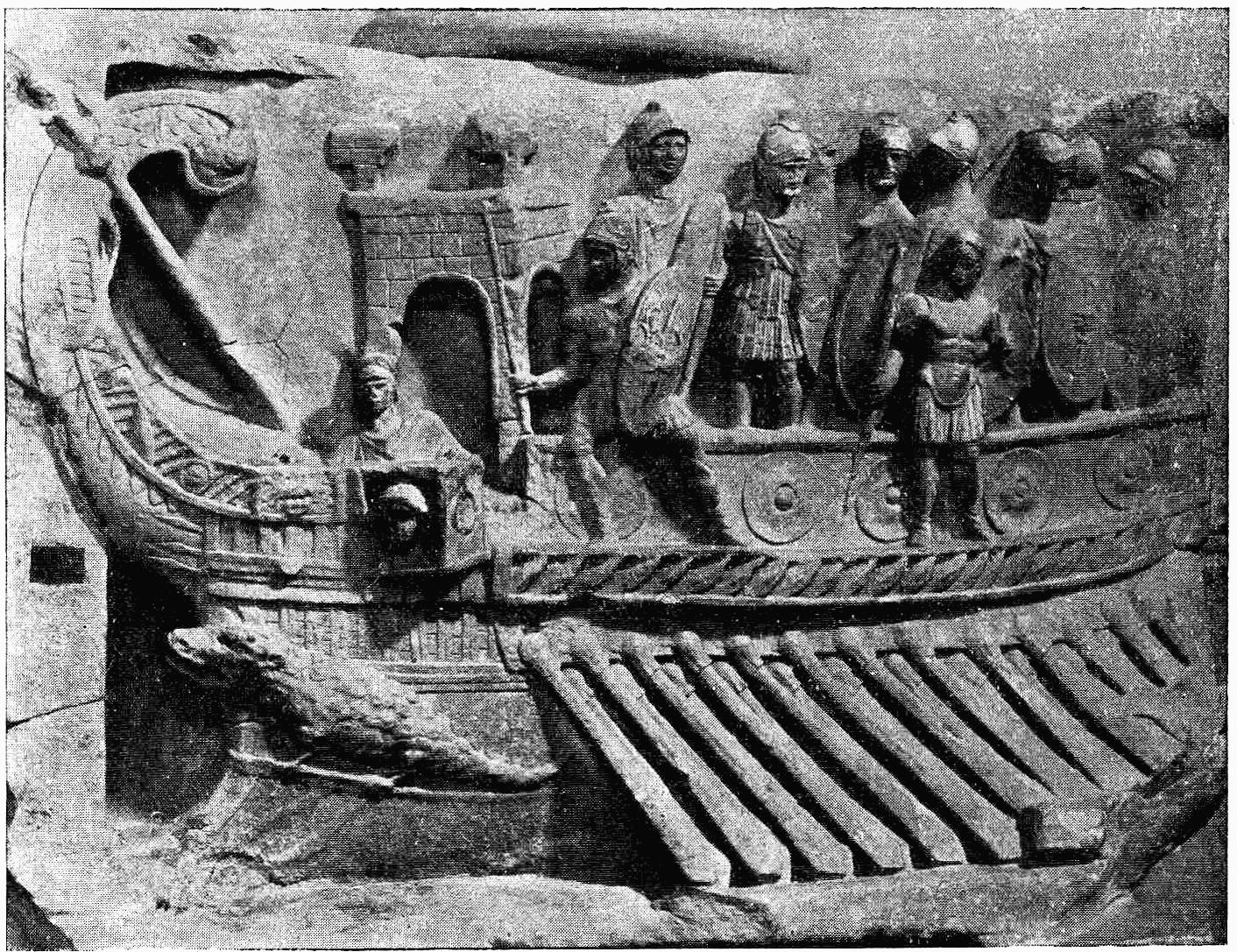
Una bireme romana raffigurata in un bassorilievo dal Tempio della Fortuna Primigenia in Preneste (Palestrina), costruito verso il 120 a.C. (Musei Vaticani)

Meno sappiamo delle forze navali romane. Prima della metà del III secolo a.C. autorità note come duumviri navales erano preposte a una flotta di venti navi, usata perlopiù per il contrasto alla pirateria. Nel 278 AD questa flotta fu accantonata e sostituita da forze alleate. La prima guerra punica impose a Roma di costruire grandi flotte, e ciò avvenne in gran parte con l'aiuto, anche finanziario, degli alleati. Questo affidamento agli alleati proseguì sino alla fine della Repubblica romana. La quinquireme era la principale nave da guerra di ambedue gli schieramenti nelle guerre puniche e rimase la colonna portante delle forze navali romane fino all'era di Cesare Augusto, quando venne rimpiazzata da imbarcazioni più leggere e manovrabili. A confronto di una trireme, la quinquireme permetteva l'impiego di un amalgama di marinai esperti e meno esperti (un vantaggio per una potenza prevalentemente terrestre, come Roma), e la sua minore manovrabilità permise ai Romani di adottare e perfezionare tattiche di abbordaggio con circa 40 fanti di marina, al posto del rostro. Le navi erano comandate da un navarco, grado equivalente al centurione, che di solito non era un cittadino romano. Potter suggerisce che poiché la flotta era dominata da non-romani, tutta la marina era considerata "straniera" e la si lasciava atrofizzare in tempo di pace.
Le informazioni disponibili suggeriscono che all'epoca del tardo Impero (350 AD) la marina militare romana comprendesse svariate flotte sia di navi da guerra sia di mercantili per trasporto e logistica. Le navi da guerra erano galee a remi e a vela con tre o cinque banchi di rematori. Le basi della flotta erano porti come Ravenna, Arles, Aquilea, Misenum e la foce del fiume Somme all'ovest, Alessandria (d'Egitto) e Rodi all'est. Flottiglie di piccole imbarcazioni fluviali (classes) facevano parte dei limitanei (truppe di frontiera) in questo periodo, con basi in porti fluviali fortificati lungo il Reno e il Danubio. Il fatto che importanti generali comandassero tanto forze di terra quanto flotte fa pensare che le forze navali fossero trattate come ausiliari dell'esercito e non come forza armata autonoma. Non si conoscono bene i dettagli della struttura di comando e degli organici delle flotte in questo periodo, sebbene si sappia che le flotte erano comandate da prefetti.

## Medioevo

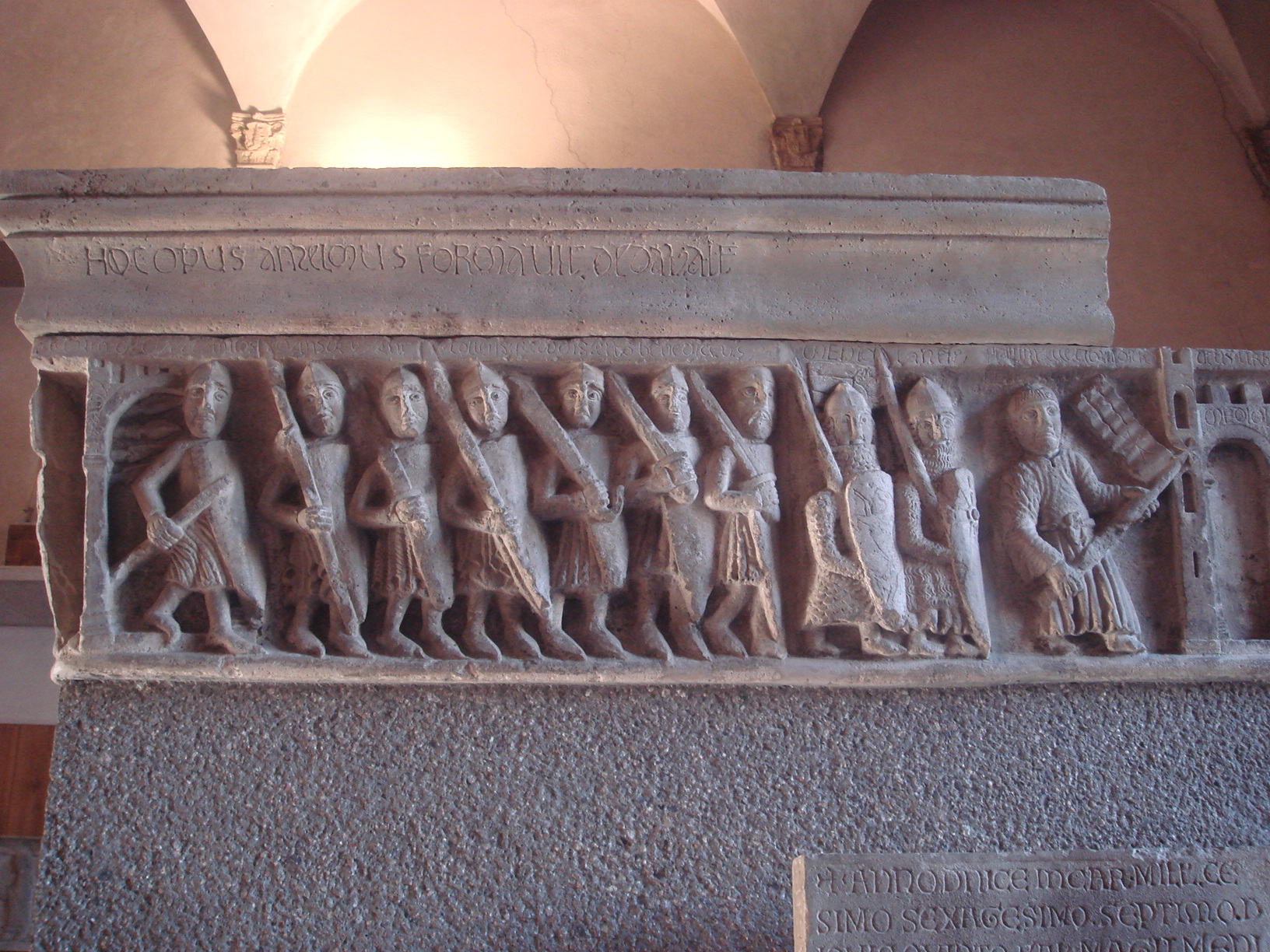
Pedes (truppe a piedi) comunali della Lega lombarda nel periodo di guerra contro Federico Barbarossa

Nel Medioevo, dal collasso del governo centrale romano nel tardo V secolo alle Guerre d'Italia del Rinascimento, l'Italia fu costantemente divisa tra opposte fazioni che lottavano per il predominio.
Quando fu deposto Romolo Augusto (476), l'Italia era governata dalla confederazione degli Eruli di Odoacre, qualche anno dopo però venne invasa su richiesta dell'imperatore d'oriente dagli Ostrogoti guidati da Teodorico. L'esercito romano si era disgregato un secolo prima, e la forza militare era costituita dai Goti.Teodorico grazie ad accordi matrimoniali ed alleanze fece diventare il regno ostrogoto insieme al regno dei Franchi lo stato romano-barbarico più potente. Nel periodo successivo alla morte di Teodorico, l'incrinarsi dei rapporti con l'impero d'oriente, e il progetto dell'imperatore dell'imperatore Giustiniano di Restauratio Imperii, volto a riportare il controllo romano in occidente, convinse l'imperatore intorno alla metà del V secolo, a dichiarare guerra agli Ostrogoti. Il conflitto che ne derivò, chiamato guerra greco-gotica seguì la guerra vandalica di alcuni anni prima, in cui l'impero d'oriente aveva distrutto il Regno dei Vandali in Nordafrica. Tuttavia il reame ostrogoto mostrò una più tenace resistenza rispetto ai vandali, e la guerra contro l'esercito romano orientale fu lunga ,ed estenuante. La guerra iniziò con lo sbarco di una spedizione bizantina al comando di Belisario in Sicilia, che riuscì a sconfiggere l'esercito goto, comandato dai re Teodato e Vitige, e a conquistare parte del territorio. Tuttavia il ritorno a Costantinopoli di Belisario e una riorganizzazione dei Goti operata dal nuovo re Totila, riportò alla riconquista gota di parte del territorio. Una seconda invasione da parte dell'eunuco bizantino Narsete portò alla sconfitta definitiva dei goti nel 553. I Bizantini uscirono vittoriosi dalla contesa, tuttavia con il territorio italiano devastato dalla guerra, da una carestia e dalla peste di Giustiniano. Inoltre la conquista fu effimera in quanto l'Italia fu sottoposta pochi anni dopo ad un'invasione di una coalizione barbarica penetrata dal Friuli, e capitanata dai Longobardi.
I Longobardi ridussero il territorio bizantino in Italia a Esarcato di Ravenna, Ducato di Roma,e Ducato di Napoli, e all'estremo sud di Puglia e Calabria. Fondarono un regno con capitale Pavia al nord. Durante l'interregno chiamato Periodo dei Duchi (574-584), i duchi longobardi invasero la Burgundia ma furono respinti dal re merovingio Gontrano, che anzi per risposta invase l'Italia e prese la regione della Savoia. I Longobardi furono costretti a eleggere un nuovo re per organizzarsi a difesa. Nei due secoli seguenti la potenza bizantina fu erosa dai re longobardi (il più grande fu Liutprando), fino a riguardare poco più che le punte delle "dita" e del "tacco" dello "stivale italico", dato che Roma e dintorni era praticamente indipendente (sotto i papi), così come la costa napoletana (sotto i duchi).

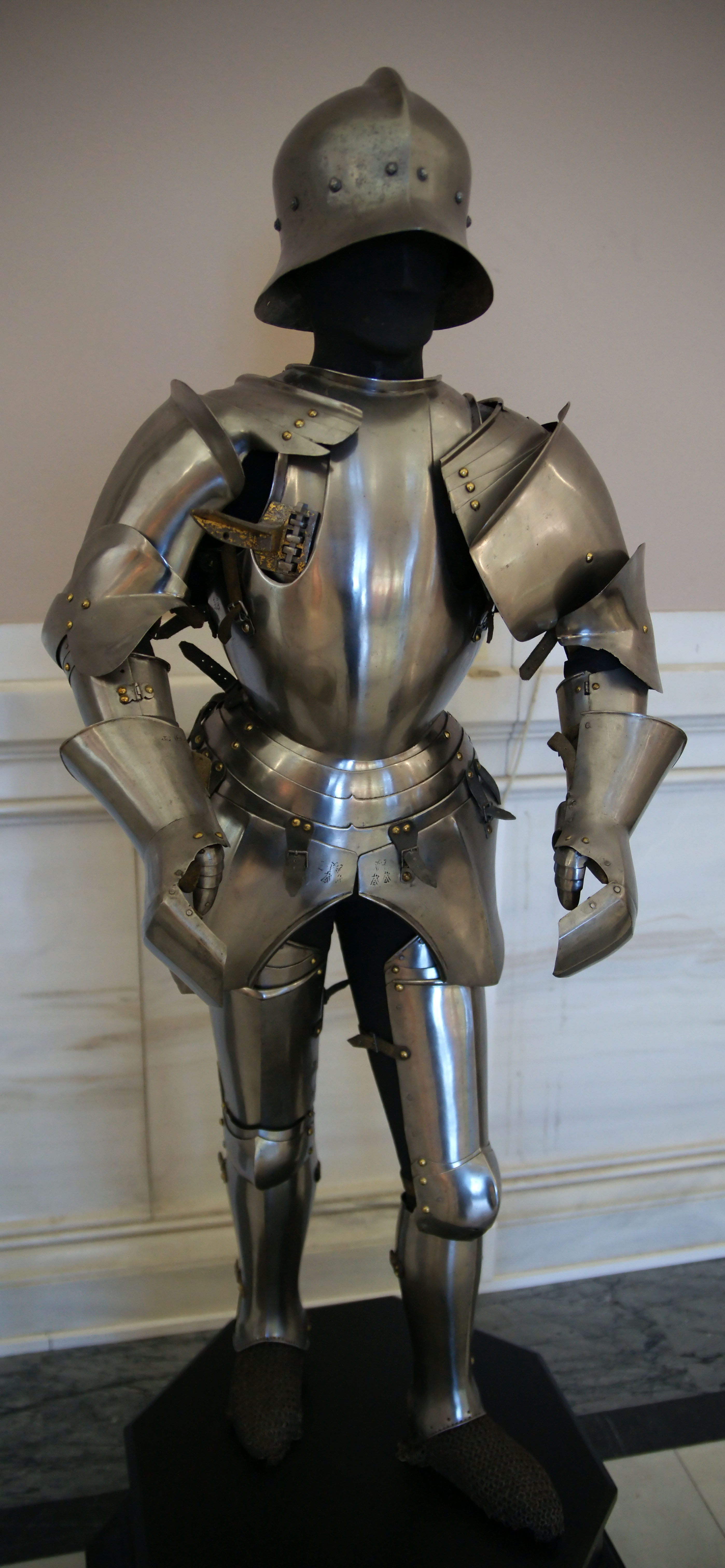
Armatura a piastre del condottiero Roberto da Sanseverino, predata dopo la sua morte alla battaglia di Calliano (1487).

Nel 774 Carlo Magno dei Franchi invase e conquistò il regno longobardo. Nondimeno, nel sud della penisola, il Ducato di Benevento restava indipendente dal dominio franco. Nel periodo di splendore carolingio, i discendenti di Carlo Magno governarono il Norditalia in relativa pace, con esclusione della breve ribellione di Bernardo e delle costanti incursioni di Slavi e Magiari a est e dei Saraceni a sud. I pirati tormentavano le coste adriatiche e liguri, e le isole di Corsica e Sardegna. Il sud era molto diverso, quando i Longobardi erano all'apogeo del loro potere nella zona. La guerra tra Longobardi e Greci specialmente nelle città-stato greche sul Tirreno, era endemica. Le città greche caddero al di fuori dell'orbita di Costantinopoli e i domini bizantini si avvicinarono al loro minimo storico mentre Longobardi e Saraceni intensificavano le scorrerie. Nell'831 gli Arabi espugnarono Palermo, e poi nel 902 Taormina, completando la conquista della Sicilia. Analogamente stabilirono la loro presenza sulla penisola, specie sul Garigliano e a Bari. La storia degli incessanti conflitti negli stati del Mezzogiorno è caotica fino all'arrivo dei Normanni all'inizio dell'XI secolo (1016). Sotto il loro potere, gli Ebrei del sud si trovarono alla fine uniti, gli Arabi espulsi, e l'intero Mezzogiorno sottomesso alla dinastia Altavilla dei re di Sicilia (1130).
La seconda metà del Medioevo in Italia fu contrassegnata da frequenti conflitti tra il Sacro Romano Impero e il Papato, e dalla finale vittoria di quest'ultimo nell'impedire che l'Impero unificasse politicamente sotto di sé il Norditalia. Più o meno tutti gli imperatori medievali compirono delle invasioni in Italia, e gli episodi salienti sono: la fine della lotta per le investiture attraverso il pellegrinaggio dell'imperatore Enrico IV a Canossa; le almeno cinque principali invasioni lanciate da Federico Barbarossa contro la Lega Lombarda, culminate con il saccheggio di Milano nel 1162, e la contemporanea distruzione di ogni edificio in città, eccetto le chiese. L'annoso conflitto determinò la nascita in Italia delle fazioni guelfa e ghibellina, rispettivamente in favore del papa (e delle città indipendenti) o dell'imperatore, benché lo schierarsi con l'uno o l'altro partito fosse spesso dettato da altre considerazioni politiche (più o meno ogni città, nel tempo, era appartenuta a entrambi i fronti). Nel maggio 1176, la Lega Lombarda, guidata da una risorta Milano, sconfisse l'imperatore Federico Barbarossa a Legnano.
La vittoria del partito guelfo significò la fine dell'egemonia imperiale sull'Italia settentrionale, e la formazione di città-stato (comuni) come Firenze, Venezia, Milano, Genova o Siena. Mentre Venezia fondava la sua fortuna sul mare, sostenendo e sfruttando la Quarta crociata (1204) sfociata nell'inopinabile sacco di Costantinopoli, le altre città-stato si azzuffavano per il dominio della terraferma, e Firenze era l'astro nascente di quel panorama politico (annessione di Pisa nel 1406).
La Sicilia fu invasa nel 1266 da Carlo I d'Angiò; gli Angioini furono però rovesciati nel 1282 dai Vespri Siciliani, e Pietro III di Aragona invase a sua volta l'isola. Questo creò i presupposti per le successive pretese francesi su Napoli e la Sicilia.
La disgregazione del Sacro Romano Impero e la Guerra dei cent'anni nella vicina Francia comportarono che l'Italia fosse lasciata grosso modo in pace durante il XV secolo; così le sue città poterono arricchirsi e diventare prede appetibili per i confinanti durante il XVI secolo.

## Guerre d'Italia

L'Italia nel 1494, prima dell'invasione di Carlo VIII di Francia.

La relativa pace che aveva regnato in Italia dopo il trattato di Lodi fu squassata dall'esordio delle Guerre d'Italia nel 1494. Ludovico Sforza, in cerca di alleati, suggerì a Carlo VIII di Francia di far valere le sue pretese al trono di Napoli; Carlo l'accontentò e lanciò un'invasione della penisola. L'avvicinamento a Napoli e la relativa conquista furono compiuti con una certa facilità — gli Stati italiani erano sconvolti dalla brutalità della tattica francese e dall'efficacia della nuova artiglieria che la accompagnava — ma Carlo fu costretto a ritirarsi dall'Italia nel 1495, quando un'alleanza costruita in fretta lo contrastò alla battaglia di Fornovo. Carlo morì nel 1498, ma il conflitto da lui avviato fu proseguito dai suoi successori; le Guerre d'Italia sarebbero durate fino al 1559, coinvolgendo, in momenti diversi, tutti i principali Stati dell'Europa occidentale (Francia, Spagna, il Sacro Romano Impero, Inghilterra, Scozia, Repubblica di Venezia, Stato Pontificio, e la maggior parte delle città-stato d'Italia) ma anche l'Impero ottomano, e in breve diventò una lotta generale per il potere e il territorio tra i vari partecipanti, segnata da un grado crescente di alleanze, contro-alleanze, e immancabili tradimenti.
Nel 1499 Luigi XII di Francia lanciò la seconda guerra d'Italia, invadendo la Lombardia e conquistando il Ducato di Milano. Poi raggiunse un accordo con Ferdinando I di Spagna per spartirsi Napoli. Nel 1502, forze francesi e spagnole coalizzate avevano preso il controllo del regno; il disaccordo sui termini della spartizione portò alla guerra tra Luigi e Ferdinando. Nel 1503, Luigi, essendo stato sconfitto alla battaglia di Cerignola e alla battaglia del Garigliano, fu costretto a ritirarsi da Napoli, che fu lasciata in mano al viceré spagnolo Gonzalo Fernández de Córdoba. Nel frattempo il papa Alessandro VI tentava di ritagliare uno Stato Borgia dalla Romagna attraverso le imprese del duca Valentino.
Nel 1508 papa Giulio II formò la Lega di Cambrai, con cui Francia, Papato, Spagna e Sacro Romano Impero concordarono di attaccare la Repubblica di Venezia e spartirsene i possedimenti di terraferma. La conseguente Guerra della Lega di Cambrai fu un caleidoscopio di alleanze mutevoli. I francesi batterono i veneziani alla battaglia di Agnadello, conquistando vasti territori; ma Giulio, che ora vedeva nella Francia una minaccia più grande, lasciò la Lega alleandosi con Venezia. Dopo un anno di combattimenti in Romagna, proclamò una Lega Santa contro la Francia; presto si aggregarono Inghilterra, Spagna, e Sacro Romano Impero. I francesi furono cacciati dall'Italia alla fine del 1512, malgrado che all'inizio dell'anno avessero vinto la battaglia di Ravenna, lasciando Milano nelle mani di Massimiliano Sforza e dei suoi mercenari svizzeri; ma la Lega Santa si sfasciò sulla spartizione delle spoglie, e nel 1513 Venezia di alleò con la Francia, concordando di spartirsi la Lombardia.
L'invasione francese di Milano nel 1513 fu sventata alla battaglia di Novara, prima di una serie di sconfitte per la coalizione francese; ma Francesco I di Francia batté gli svizzeri alla battaglia di Marignano nel 1515, e i trattati di Noyon e Bruxelles lasciarono a Francia e Venezia il dominio sul Norditalia.
L'elezione di Carlo V d'Asburgo (già arciduca d'Austria e re di Spagna) a imperatore del Sacro Romano Impero nel 1519 fece precipitare le relazioni tra Francia e gli Asburgo, innescando la Quarta guerra d'Italia (1521-1526) in cui Francia e Venezia furono contrapposte a Inghilterra, Papato, e possedimenti di Carlo d'Asburgo. Prospero Colonna batté i francesi alla battaglia della Bicocca, cacciandoli dalla Lombardia. Numerosi fallimentari tentativi di invadere la Francia da parte degli alleati, e di invadere l'Italia da parte della Francia, si susseguirono fino al 1524, quando Francesco guidò personalmente un esercito francese in Lombardia, ma venne sconfitto e catturato alla battaglia di Pavia; catturato in battaglia e imprigionato (prima a Pizzighettone e poi a Madrid), Francesco fu costretto ad ampie concessioni. Liberato nel 1526, Francesco rinnegò le clausole dell'accordo, si alleò con Venezia, Papato, Milano, e Inghilterra, e scatenò la Guerra della Lega di Cognac. Nel 1527 le truppe imperiali arrivarono a saccheggiare perfino Roma; la spedizione francese per prendere Napoli fallì l'anno successivo, spingendo Francesco e Carlo a concludere il trattato di Cambrai. Carlo poi siglò una serie di patti a Barcellona e a Bologna che toglievano di mezzo tutti i suoi avversari fuorché la Repubblica di Firenze, che però fu debellata con l'assedio di Firenze (1529-1530), restaurando al potere i Medici.
Il resto delle Guerre d'Italia — che divamparono daccapo nel 1535 — fu soprattutto una contesa tra gli Asburgo e i Valois; benché l'Italia fosse, al tempo, un campo di battaglia, gli Stati italiani svolsero successivamente un ruolo modesto nel combattimento. I francesi riuscirono a espugnare e tenere Torino, sconfiggendo un esercito imperiale alla battaglia di Ceresole del 1544; ma la guerra continuò (soprattutto nella Francia del nord) finché Enrico II di Francia dovette accettare la pace di Cateau-Cambrésis (1559), con cui rinunciava a ogni ulteriore pretesa sull'Italia in cambio di altri possedimenti in Europa (Calais e i "Tre Vescovati"). Alla fine della guerra nel 1559, la Spagna degli Asburgo aveva affermato il suo controllo su Napoli, Sicilia, e Milano. Quasi tutti gli Stati italiani, che avevano sbandierato un potere sproporzionato alle loro dimensioni nel Medioevo e nel Rinascimento, furono ridotti a potenze di secondo piano.
Le Guerre d'Italia influenzarono notevolmente l'opera e i capolavori di Leonardo da Vinci: i suoi progetti per un grande monumento equestre nel 1495 furono vanificati poiché le settanta tonnellate di bronzo destinate alla statua furono invece fuse per i cannoni che dovevano salvare Milano. Più tardi, avendo fortuitamente incontrato Francesco I dopo la battaglia di Marignano, Leonardo accettò di trasferirsi in Francia, dove trascorse gli ultimi anni di vita.
In Francia, Enrico II fu ferito mortalmente al torneo che festeggiava la pace del 1559. La sua morte portò al trono il figlio quindicenne Francesco II, che morì da lì a poco. La monarchia francese sprofondò nel caos, che si amplificò con il deflagrare delle Guerre di religione francesi nel 1562.

## Parziale dominazione straniera
La storia d'Italia all'inizio dell'era moderna fu caratterizzato dalla parziale dominazione straniera. Terminate le Guerre d'Italia (1494—1559), l'Italia vide un lungo periodo di relativa pace, tuttavia, il Regno di Napoli, il Ducato di Milano e il Regno di Sicilia erano sotto gli Asburgo di Spagna, e poi, tra 1714-1797 il Ducato di Milano divenne un dominio degli Asburgo d'Austria. Durante le Guerre rivoluzionarie francesi l'Italia divenne teatro delle Campagne italiane delle guerre rivoluzionarie francesi. Nel 1796 l'Italia fu invasa da forze francesi comandate da Napoleone Bonaparte (in seguito proclamatosi re d'Italia). L'Italia fu conquistata dai francesi che vi insediarono delle repubbliche satelliti della Francia. Il Congresso di Vienna (1814) restaurò la situazione vigente alla fine del XVIII secolo, destinata però a non sopravvivere al movimento risorgimentale.

## Risorgimento e periodo coloniale

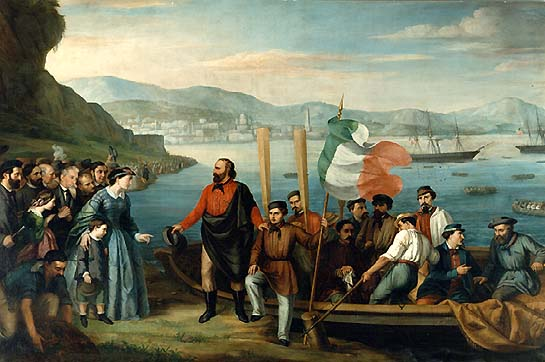
Giuseppe Garibaldi guida la Spedizione dei Mille

Il Risorgimento fu il movimento politico e sociale che unificò diversi Stati della penisola nel Regno d'Italia. Non c'è consenso su quando sia cominciato e finito il processo di unificazione, ma molti studiosi concordano che sia incominciato con il tramonto della dominazione napoleonica e il Congresso di Vienna del 1814, e che sia terminato grosso modo con la Guerra franco-prussiana nel 1870—1871 e la presa di Roma, seppure Trento e Trieste (le ultime città irredente, quelle che i nazionalisti italiani ritenevano appartenere alla loro patria, ma ancora afflitte da dominazione straniera) non sarebbero confluite nel Regno d'Italia che in seguito alla prima guerra mondiale.
L'unità nazionale fu ottenuta a costo di tre conflitti contro l'Impero d'Austria: la prima (1848–1849), seconda (1859) e terza guerra d'indipendenza italiana (1866). L'Italia non prese parte alla guerra franco-prussiana del 1870—1871, ma la disfatta francese e la conseguente abdicazione di Napoleone III consentì all'Italia di occupare Roma (la città era già stata dichiarata de iure capitale d'Italia nel 1861), l'ultima vestigia del potere temporale dei papi. La protezione politico militare offerta allo Stato della Chiesa da Napoleone III lo aveva impedito sino a quel momento.

### Conquista italiana di Eritrea e Somalia
L'Italia partecipò alla spartizione dell'Africa (la conquista e colonizzazione del Continente Nero per opera degli europei che iniziò nel tardo XIX secolo). Tra il 1881 e il 1905 l'Italia colonizzò parte del Corno d'Africa, formando le colonie di Eritrea e Somalia, ma la conquista dell'Etiopia fu arrestata dalla battaglia di Adua nel 1896.

### Rivolta dei Boxer
Navi da guerra e fanteria italiane presero parte alla repressione della Rivolta dei Boxer in Cina (1900).

### Conquista della Libia
Nel corso della guerra italo-turca (1911—1912) l'Italia occupò la Tripolitania e la Cirenaica che in seguito furono riunite nella colonia di Libia. L'Italia conquistò pure il gruppo delle isole del Dodecanneso nel Mar Egeo. In questa guerra l'Italia sperimentò per prima l'impiego militare di aerei e dirigibili (per bombardare, per osservazione di artiglieria e ricognizione).

## Prima guerra mondiale

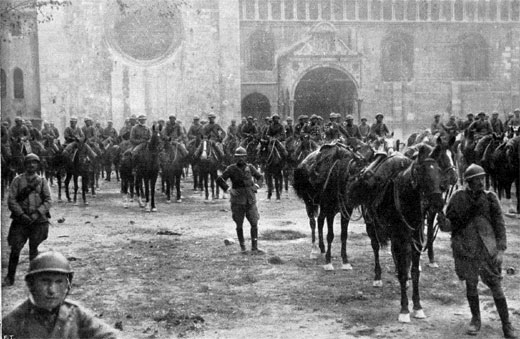
Cavalleria italiana a Trento durante la battaglia di Vittorio Veneto

A dispetto della sua condizione ufficiale di membro della Triplice alleanza con Germania e Austria-Ungheria, negli anni che precedevano l'esplosione del conflitto il governo italiano aveva intensificato la sua attività diplomatica nei confronti di Regno Unito e Francia. Questo avveniva poiché il governo italiano si era persuaso che il sostegno all'Austria (che come abbiamo visto era stato il tradizionale nemico dell'Italia in tutto il Risorgimento) non avrebbe ottenuto all'Italia quelle terre italofone che il Paese aspirava a integrare nel proprio (accresciuto) territorio: Trieste, l'Istria, Zara la Dalmazia; tutti possedimenti austriaci. In realtà, un patto segreto siglato con la Francia nel 1902 vanificava praticamente l'adesione italiana alla Triplice alleanza.
Pochi giorni dopo l'inizio del conflitto, il 3 agosto 1914, il governo, guidato dal conservatore Antonio Salandra, dichiarò che l'Italia non avrebbe impegnato le sue truppe, posto che la Triplice alleanza aveva una finalità strettamente difensiva, e nel caso specifico l'Austria-Ungheria rappresentava l'aggressore. In realtà, sia Salandra sia il ministro degli Esteri, Sidney Sonnino, avviarono contatti diplomatici per sondare quale delle parti fosse pronta a concedere la miglior ricompensa per l'entrata in guerra italiana. Anche se la maggioranza del gabinetto (tra cui l'ex presidente del consiglio Giovanni Giolitti) era fermamente contraria all'intervento, numerosi intellettuali, perfino socialisti come Ivanoe Bonomi, Leonida Bissolati e Benito Mussolini, si pronunciarono in favore dell'intervento, che al tempo era soprattutto sostenuto dal partito nazionalista e da quello liberale. Giolitti, temendo un ulteriore trauma alle istituzioni di governo, rinunciò a subentrare come primo ministro e anzi si ritirò.
Le dinamiche della diplomazia condussero al Patto di Londra (26 aprile 1915), firmato da Sonnino senza l'approvazione del Parlamento italiano. In forza di quell'accordo, in caso di vittoria l'Italia avrebbe ricevuto il Trentino e l'Alto Adige fino al Passo del Brennero, l'intero Litorale austriaco (con Trieste, Gorizia e Gradisca e l'Istria, ma non Fiume), parte della Carniola occidentale (Idria e Bisterza) e la Dalmazia nordoccidentale con Zara e la maggior parte delle isole, ma senza Spalato. Altri accordi riguardavano la sovranità sul porto di Valona, la provincia di Adalia in Turchia e parte delle colonie tedesche in Africa.
Germania e Austria-Ungheria avevano avanzato solo la possibilità di negoziare parti del Trentino e del Friuli orientale con Gorizia e Trieste. L'offerta della colonia francese della Tunisia fu ritenuta insoddisfacente.
Nell'aprile 1915 l'Italia aderì alla Entente e il 3 maggio successivo ripudiò ufficialmente la Triplice alleanza. Nei giorni seguenti Giolitti e la maggioranza neutralista del Parlamento si batterono per tenere l'Italia fuori dal conflitto, mentre i nazionalisti manifestavano nelle piazze a favore dell'entrata in guerra (il poeta nazionalista Gabriele D'Annunzio chiamò quei momenti le radiose giornate di maggio). Il 13 maggio Salandra presentò le dimissioni a re Vittorio Emanuele III. Da allora in poi l'Italia entrò in guerra sotto la spinta di una relativa minoranza del suo popolo e dei suoi politici.

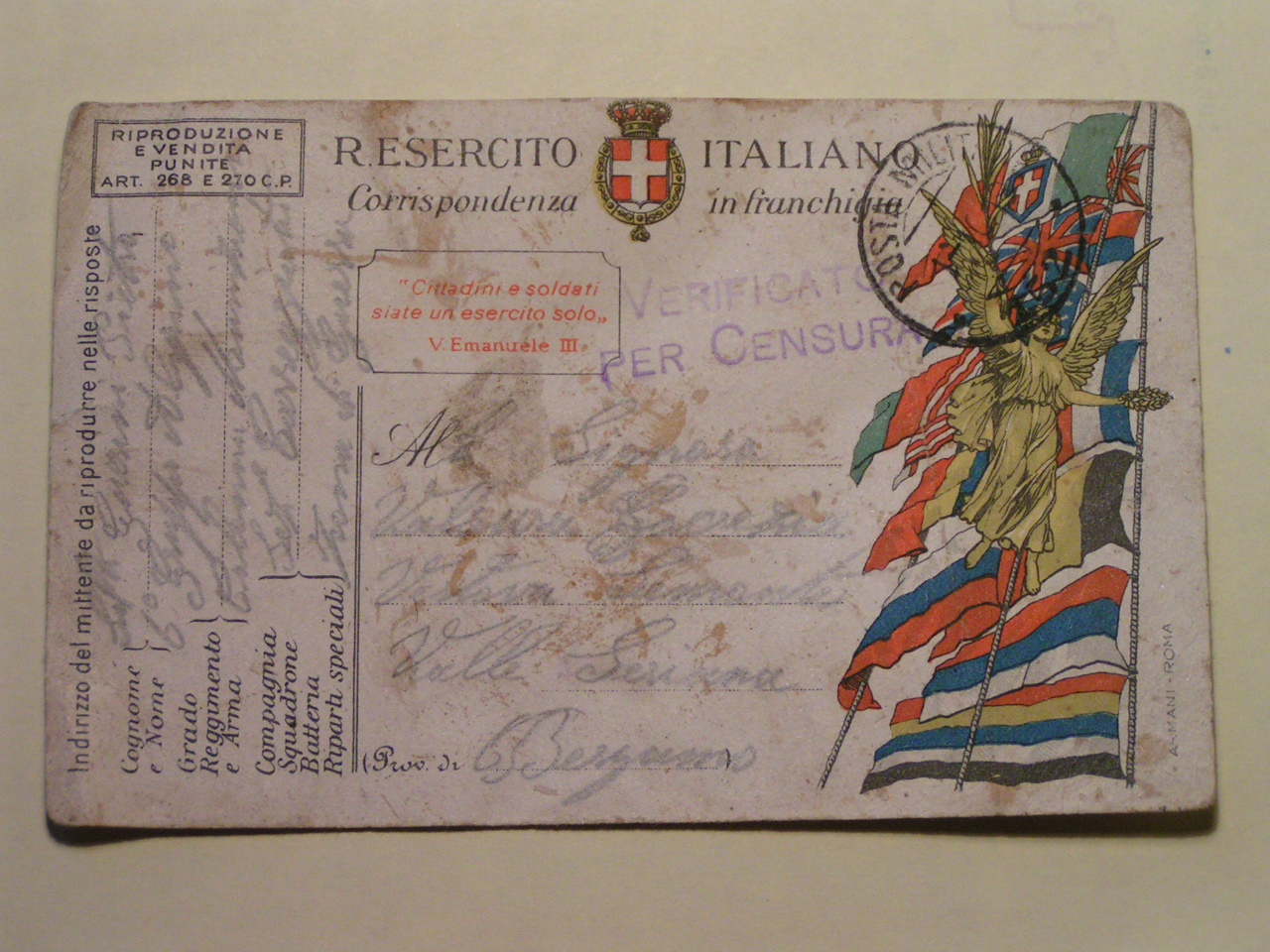
Cartolina postale spedita da un soldato italiano alla famiglia, circa 1917

L'entrata in guerra dell'Italia aprì un lungo fronte sulle Alpi Orientali, esteso dal confine con la Svizzera a ovest fino alle rive del mare Adriatico a est: qui, le forze del Regio Esercito sostennero il loro principale sforzo bellico contro le unità dell'Imperial regio Esercito austro-ungarico, con combattimenti concentrati nel settore delle Dolomiti, dell'Altopiano di Asiago e soprattutto nel Carso lungo le rive del fiume Isonzo.
Dopo una lunga serie di inconcludenti battaglie, la vittoria degli austro-tedeschi nella battaglia di Caporetto dell'ottobre-novembre 1917 fece arretrare il fronte fino alle rive del fiume Piave, dove la resistenza italiana si consolidò; solo la decisiva controffensiva di Vittorio Veneto e alla rotta delle forze austro-ungariche, sancì la stipula dell'armistizio di Villa Giusti il 3 novembre 1918 e la fine delle ostilità, che costarono al popolo italiano circa 650 000 caduti e un milione di feriti. La firma dei trattati di pace finali portò a un rigetto delle condizioni a suo tempo fissate nel Patto di Londra e a una serie di contese sulla fissazione dei confini settentrionali del paese, innescando una grave crisi politica interna sfociata nella cosiddetta "Impresa di Fiume", cui si sommarono i rivolgimenti economici e sociali del biennio rosso; questi fattori gettarono poi le basi per il successivo avvento del regime fascista.

### Le singole forze armate nella Grande Guerra
Regio Esercito
Il 24 maggio 1915 l'esercito italiano avanzò oltre il confine austro-ungarico segnando l'apertura delle ostilità anche per l'Italia nella prima guerra mondiale.
Nell'estate del 1916 si concluse la sesta battaglia dell'Isonzo che portò alla conquista di Gorizia, grazie anche alla presa del Monte Sabotino per opera della 4ª Divisione agli ordini di Pietro Badoglio. La 12ª e ultima battaglia dell'Isonzo segnò invece, il 24 ottobre 1917, la catastrofica sconfitta di Caporetto. Le forze austro-tedesche sfondarono proprio nel settore del XXVII Corpo d'armata comandato dal "fuggiasco di Tolmezzo" (Pietro Badoglio), ma la resistenza delle truppe sul Piave e sul monte Grappa dal 10 novembre al 4 dicembre 1917 posero fine alla fase negativa della guerra. L'anno successivo, il 1918, la battaglia del solstizio (15-22 giugno) e di Vittorio Veneto (23 ottobre-3 novembre) segnarono la definitiva vittoria italiana.
Regia Marina
Al momento dell'entrata in guerra dell'Italia contro gli Imperi centrali il 24 maggio 1915, la Regia Marina fu impegnata in azioni di pattugliamento dell'Adriatico, di supporto all'ala destra dell'esercito impegnato sull'Isonzo e di blocco del litorale austro-ungarico e del Canale d'Otranto. Nel corso del conflitto venne dato notevole impulso, sul fronte dei mezzi a disposizione, allo sviluppo della componente aerea della Marina. Furono infatti utilizzati, da quest'ultima, oltre agli aerei e ai dirigibili di stanza a terra anche idrovolanti installati a bordo e furono inoltre concepiti e approntati nuovi mezzi d'assalto e mezzi veloci.
L'Italia inoltre costruì e mantenne in servizio diverse corazzate, ma queste non parteciparono ad alcuna battaglia navale degna di nota. Per la maggior parte della durata del conflitto le marine italiana e austriaca mantennero infatti una sorveglianza relativamente passiva verso la controparte.
Marinai combatterono anche a terra: infatti una brigata di fanteria di marina venne schierata nei ranghi della 3ª armata del duca d'Aosta e varie batterie costiere appoggiarono la fanteria dell'esercito; la brigata non era costituita come reparto ufficiale, tanto che la Fanteria di Marina verrà riformata solo a guerra finita, ma compagnie di "marinai fucilieri" (che era il nome della specializzazione dopo la riforma Brin) combatterono a Grado e a Cortellazzo ("Cortellazzo" è appunto il nome del battaglione logistico dell'attuale reggimento "Carlotto", che svolge funzioni di scuola e logistica, abbinato al "San Marco" nella "Forza da Sbarco della Marina Militare"); inoltre un gruppo di artiglieria fu creato con i marinai superstiti dell'affondamento dell'incrociatore Amalfi e impiegato con l'XI corpo d'armata sul Carso e un "raggruppamento Artiglieria Marina" con 100 cannoni venne creato e inquadrato nel VII corpo d'armata che operava sul fianco destro della 3ª armata. Successivamente, all'inizio del 1918, le varie compagnie vennero raggruppate in un reggimento costituito da tre battaglioni di fanti di marina, "Grado", "Caorle" e "Monfalcone", cui se ne aggiunse un quarto, il "Golametto", e un reggimento di artiglieria su otto gruppi. Il "Monfalcone" verrà il 9 aprile 1918 intitolato al suo ex comandante, MOVM alla memoria Andrea Bafile. Inoltre imbarcazioni leggere pattugliarono i fiumi contro le infiltrazioni austriache e unità leggere coprirono dal mare le operazioni costiere.
Servizio Aeronautico
Il Servizio Aeronautico (dal 1913 Corpo Aeronautico) era un reparto destinato agli aeromobili del Regio Esercito.
Istituito il 6 novembre 1884, venne fuso successivamente con l'aviazione della Regia Marina, e nel 1923 fu istituita la Regia Aeronautica.
A maggio 1915 la forza aerea dell'esercito era composta da sei squadriglie Blériot con 37 aerei per 30 piloti, quattro squadriglie Nieuport monoplani con 27 aerei per 20 piloti e quattro squadriglie Farman con 22 aerei per 20 piloti.
Al 4 novembre 1918 erano al fronte 25 Gruppi. Gli italiani disponevano di 84 squadriglie di cui al fronte 64 più 6 Sezioni con 1 055 aerei, quelle oltremare e le 20 squadriglie e 6 Sezioni da Difesa.
Inoltre la Marina disponeva di 103 aerei e 241 idrovolanti in Adriatico e 5 aerei e 140 idrovolanti nelle squadriglie di difesa del traffico.
Nella guerra l'aviazione aveva abbattuto oltre 600 aerei nemici.
Gli aviatori caduti in voli di guerra, in incidenti di volo o in addestramento erano stati 1 784, con la concessione di 24 Medaglie d'oro al valor militare, 1 890 d'argento e 1 312 di bronzo.
Un terzo dei caduti sono dovuti ad azione nemica e i due terzi a incidenti di volo.
Lo sforzo bellico italiano aveva prodotto 12 000 aeroplani e più di 24 000 motori, superata da Francia, Germania e Regno Unito, seguita da Russia, Austria e Stati Uniti d'America. Tornata la pace, si guardò all'impiego civile dell'aereo e anche molti piloti militari si rivolsero verso quest'ambito. Come sottolineato in ambito storiografico (specie da Giorgio Rochat) "l'italietta liberale", tanto vituperata negli anni '20, era riuscita a costruire quasi dal nulla una grande forza aerea, a equipaggiarla in maniera adeguata (e in alcuni settori anche d'avanguardia) e a ottenere, tra il 1917 e il 1918, la supremazia e il dominio dell'aria sopra il fronte italiano; classificandosi come 4° potenza aerea mondiale. Oltre tutto producendo più aeroplani nel periodo 1915-1918 di quanti non furono costruiti nel periodo 1940-1943, malgrado nel 1915 l'industria aeronautica italiana fosse tutta da inventare. Questo risultato era tanto più notevole perché certificava la capacità della dirigenza politica e militare italiana di cambiare idea e di rivalutare un'arma che, ancora nel 1914, considerava con un certo interesse, ma senza darle alcuna importanza. In particolare l'aereo, oltre a conquistare una indubbia importanza dal punto di vista propagandistico, incominciò a essere visto come un insostituibile mezzo da ricognizione per la stragrande maggioranza degli ufficiali superiori dell'esercito (sovente per formazione artiglieri), mentre la politica si attivò per aumentare la quantità e la qualità dei mezzi aerei italiani, anche a discapito delle nascenti industrie aeronautiche, costrette a produrre quello che serviva (anche su licenza) e non quello che volevano produrre. Non mancarono però (come in tutte le nazioni belligeranti) anche dei contratti assai svantaggiosi per l'esercito e che si risolsero in fallimenti costosi a livello economico.

## Periodo fra le guerre
Nel 1922 Benito Mussolini portò al potere in Italia il Partito Nazionale Fascista in seguito alla Marcia su Roma del 28 ottobre. Mussolini dichiarò ripetutamente il suo desiderio di far del Mediterraneo un "lago italiano" (Mare nostrum) e lodò la guerra, dicendo "Sebbene le parole siano belle cose, fucili, mitragliatrici, aerei, e cannoni sono ancora più belli".

### Intervento alleato nella rivoluzione russa (1918—1920)
L'Italia partecipò all'intervento alleato nella rivoluzione russa (per cercare di sovvertire la Rivoluzione d'ottobre, o almeno mitigarne gli esiti percepiti come sfavorevoli agli interessi nazionali) con la Legione Redenta di Siberia, il Corpo di spedizione italiano in Estremo Oriente e il Corpo di spedizione italiano in Murmania.

### Impresa di Fiume (1919)
L'Impresa di Fiume consistette nella ribellione di alcuni reparti del Regio Esercito (circa 2 600 uomini tra fanteria e artiglieria) al fine di occupare la città adriatica di Fiume, contesa tra il Regno d'Italia e il Regno di Jugoslavia. Organizzata da un fronte politico a prevalenza nazionalista e guidata dal poeta Gabriele D'Annunzio, la spedizione raggiunse Fiume il 12 settembre 1919, proclamandone l'annessione al Regno d'Italia.
L'occupazione dei "legionari" dannunziani durò 16 mesi con alterne vicende, tra cui la proclamazione della Reggenza italiana del Carnaro. Avendo lo scopo di influire sulla Conferenza internazionale della pace, l'Impresa fiumana raggiunse l'epilogo con l'approvazione del Trattato di Rapallo. L'opposizione dei dannunziani all'applicazione del trattato portò il governo Giolitti a intervenire con la forza, sgombrando Fiume durante le giornate del Natale 1920.
Filippo Tommaso Marinetti, durante il periodo della sua presenza a Fiume nel settembre 1919, definì gli autori dell'impresa disertori in avanti.

### Crisi di Corfù (1923)
Nella crisi di Corfù l'Italia, bombardando e occupando temporaneamente l'isola greca di Corfù, costrinse la Grecia a pagare un risarcimento e a scusarsi per l'assassinio di un generale italiano. Questo incidente ben rappresentava l'atteggiamento aggressivo del nuovo regime fascista.

### Conquista dell'Etiopia (1935–1936)
La Guerra d'Etiopia doveva essere per Mussolini il modo di lavare l'onta dell'imbarazzante sconfitta che l'Italia aveva patito per mano etiope nella Guerra di Abissinia (1896), e fu anche un'opportunità di espandere l'impero italiano prendendo una delle ultime zone d'Africa non controllate da altre potenze europee, oltre a distrarre la plebe dagli assilli economici. Il generale Emilio de Bono annotò che i preparativi all'invasione dell'Etiopia (Abissinia) risalivano al 1932 quando già si costruivano strade dalla Somalia italiana nel territorio etiope, benché Mussolini affermasse costantemente di non essere un "raccoglitore di deserti" e che mai avrebbe pensato di invadere. Gli etiopi contestarono questa preparazione alla guerra e si arrivò all'incidente di Ual Ual. Mussolini parlò di "aggressione non provocata" da parte dell'Etiopia e le forze italiane la invasero il 3 ottobre 1935, guidate da de Bono. In soli tre giorni gli italiani conquistarono Adua compiendo il primo bombardamento aereo massiccio su civili della storia. In dicembre Pietro Badoglio sostituì de Bono (giudicato troppo prudente) nel comando dell'invasione. Violando la Convenzione di Ginevra, le forze italiane commisero crimini bellici facendo ampio ricorso alla guerra chimica contro le forze etiopi e, cosa più grave, contro i civili e ancora attaccando strutture delle Croci Rosse etiope, britannica, e svedese. Il 31 marzo 1936 l'imperatore Hailé Selassié di Etiopia lanciò un disperato contrattacco finale, ma gli italiani, che riuscirono ad averne preventiva notizia, lo sconfissero alla battaglia di Maychew, avvalendosi sempre di armi chimiche. A distanza di pochi giorni la capitale Addis Abeba cadde, permettendo all'Italia di annettere il Paese il 7 maggio, e di proclamare re Vittorio Emanuele III imperatore d'Etiopia. Gli ultimi possedimenti italiani nell'Africa orientale furono unificati nella colonia Africa Orientale Italiana.

### Intervento nella Guerra civile spagnola (1936–1939)
Il 17 luglio 1936 Francisco Franco e altre forze della Spagna nazionalista intrapresero contro la Spagna repubblicana una rivolta che sarebbe durata tre anni, chiamata Guerra civile spagnola (nel linguaggio comune italiano, "Guerra di Spagna"). Franco era piuttosto sicuro di ottenere al suo Bando nacional l'appoggio di italiani e tedeschi, cui allo scopo mandò suoi emissari il 20 luglio. Entrambi in effetti promisero aiuti, e inviarono rispettivamente il Corpo Truppe Volontarie e la Legione Condor, oltre ad armamenti e aerei. Mussolini si impegnò particolarmente, mandando complessivamente 37 000 uomini e numerosissimi aerei per garantire che questa "campagna contro il comunismo" avesse successo. La stampa internazionale incominciò ad aumentare la pressione su Mussolini dopo che le truppe italiane avevano subito una grossa sconfitta a Guadalajara, che indusse Mussolini a inviare truppe regolari al posto della milizia a combattere in Spagna, alla fine danneggiando l'economia italiana con le spese di una guerra che secondo Mussolini sarebbe finita da un giorno all'altro. La guerra tra l'altro distolse l'Italia dalla Anschluss, l'annessione tedesca dell'Austria che teoricamente doveva costituire un punto di rottura tra le due potenze, considerata l'alleanza dell'Austria con l'Italia fascista. Si pensava che la guerra sarebbe stata un campo di prova per le tattiche italiane, un'opportunità per colmare ogni falla del sistema, ma l'Italia continuò anche nella seconda guerra mondiale a usare le stesse tattiche di molti anni prima, a differenza delle rivoluzionarie tattiche poste in essere dalla Germania.

### Conquista dell'Albania (1939)
Mentre la Germania stava occupando la Cecoslovacchia, Mussolini per non essere da meno avviò la sua invasione dell'Albania. L'Albania era da tempo dominata politicamente dall'Italia e parecchi ufficiali delle sue forze armate erano in realtà italiani. Il re albanese Zog era piuttosto seriamente indebitato e cercava aiuto dall'Italia, così Mussolini inviò da lui il ministro degli Esteri Gian Galeazzo Ciano con una lista di richieste, che lo stesso Ciano descrisse come inaccettabili. Al rifiuto di Zog, Mussolini gli intimò di accettare entro il 7 aprile 1939, altrimenti l'Italia avrebbe invaso l'Albania. Gli invasori erano già sbarcati prima di quel momento. Il generale Alfredo Guzzoni compì l'invasione con due divisioni di bersaglieri e un battaglione di carri armati, incontrando scarsa resistenza, sebbene si manifestassero vari problemi organizzativi nelle forze armate italiane. Re Zog si rifugiò in Grecia, ottenne asilo ad Atene e alla fine si trasferì a Londra. Il 12 aprile il parlamento albanese ratificò l'unione con l'Italia, conferendo a Vittorio Emanuele III la corona di Albania.

### Patto d'acciaio
Il 22 maggio 1939 fu siglato il Patto d'acciaio da Gian Galeazzo Ciano e dal ministro degli Esteri tedesco Joachim von Ribbentrop, che sanciva effettivamente l'alleanza tra i due poteri. Malgrado i rapporti abbastanza buoni che erano intercorsi tra i due Stati, molti italiani avversavano questa alleanza, considerandola una sottomissione alla Germania, e sapendo che gli interessi italiani probabilmente non sarebbero stati favoriti nella relazione. L'alleanza inoltre obbligava tecnicamente l'Italia a partecipare a qualunque guerra in cui si fosse infilata la Germania, quindi essa avrebbe potuto in ogni momento far valere tale situazione giuridica, ma questo concretamente non avvenne mai.

## Seconda guerra mondiale

### La non belligeranza
La Germania nazista invase la Polonia il 1º settembre 1939, ma l'Italia restò neutrale per altri dieci mesi, pur essendo una delle Potenze dell'Asse.
Il sottosegretario alla Produzione bellica, Carlo Favagrossa, aveva stimato che l'Italia forse non sarebbe stata pronta a un conflitto così importante prima dell'ottobre 1942, come minimo. Questo era stato messo in chiaro nel corso delle trattative italo-tedesche per il Patto d'acciaio, laddove era stato stipulato che nessuno dei contraenti dovesse far guerra senza l'altro prima del 1943. Sebbene l'Italia fosse considerata una grande potenza, il suo settore industriale era relativamente debole in confronto con le altre maggiori potenze europee. L'industria italiana non superava il 15% di quella francese o britannica in aree militarmente decisive come la produzione di automobili: il numero di automobili in Italia prima della guerra si situava a circa 372 000, contro le circa 2 500 000 di Gran Bretagna e Francia. La mancanza di un'industria automobilistica più forte rendeva difficile per l'Italia meccanizzare le proprie forze armate. L'Italia aveva ancora un'economia basata principalmente sull'agricoltura, con una struttura demografica più affine a un Paese in via di sviluppo (alto analfabetismo, povertà, rapida crescita della popolazione con un'alta quota di adolescenti) e una proporzione di reddito nazionale lordo derivato dall'industria inferiore a quella di Cecoslovacchia, Ungheria e Svezia, per non parlare delle altre grandi potenze. In termini di materie strategiche, nel 1940 l'Italia produceva 4,4, 0,01, 1,2 e 2,1 t di carbone, petrolio greggio, minerali di ferro e di acciaio, rispettivamente. Per confronto, la Gran Bretagna produceva 224,3, 11,9, 17.7, e 13,0 t; e la Germania 364,8, 8,0, 29,5 e 21,5 t di carbone, petrolio greggio, minerali di ferro e di acciaio, rispettivamente. La maggior parte del fabbisogno di materie prime poteva essere soddisfatto solo con l'importazione e non vi fu alcuna iniziativa per accantonare riserve di materiali essenziali prima di entrare in guerra. Per di più, circa un quarto della flotta mercantile italiana si trovava in porti stranieri e — non avendo avuto alcun preavviso della repentina decisione mussoliniana di entrare in guerra — fu immediatamente confiscato. Un altro svantaggio fu il gran numero di armi e dotazioni che l'Italia aveva pressoché regalato alle forze franchiste per affrontare la Guerra di Spagna tra il 1936 e il 1939. Gli italiani avevano anche inviato il Corpo Truppe Volontarie in appoggio a Franco. Il costo finanziario di questa guerra fu tra i 6 e gli 8,5 miliardi di lire, dal 14% al 20% circa delle uscite annuali. Se tutti questi problemi non bastassero, l'Italia era estremamente indebitata. Quando Benito Mussolini assunse la carica di Presidente del Consiglio nel 1921 il debito del governo ammontava a 93 miliardi di lire, cifra non ripagabile nel breve-medio termine. Ma appena due anni dopo questo debito si impennò a 405 miliardi di lire.
Il Regio Esercito (italiano) pertanto risultava comparativamente depauperato e debole all'esordio della guerra. I carri armati italiani erano scadenti, e le ricetrasmittenti una rarità. Il grosso dell'artiglieria italiana residuava dalla Grande Guerra. Il caccia principale della Regia Aeronautica era il Fiat CR-42, di progetto avanzato e di eccellenti prestazioni per essere un biplano, ma ugualmente obsoleto rispetto ai coevi caccia monoplani di altre nazioni. La Regia Marina non aveva portaerei. Inoltre, l'aeronautica poteva schierare approssimativamente 1 760 apparecchi, di cui solo 900 si potevano definire "macchine di prima linea".
La Germania propose all'Italia di concedere la possibilità di produrre i mezzi tedeschi su licenza, ma quest'ultima sì rifiutò, per continuare la propaganda all'autarchia.
Un altro problema fu che prima della guerra l'Italia modificò le divisioni rendendole binarie ovvero con 2 battaglioni invece di tre col presupposto di renderle più mobili, ciò comportó un aumenti del numero di divisioni, ma gli effettivi restarono gli stessi, e ci fu per necessità un grande numero di promozioni lampo per dare degli ufficiali a ogni divisione, inoltre nel regio esercito c'era carenza di sottoufficiali, che sono la spina dorsale delle forze armate di ogni paese.
Ma anche se l'equipaggiamento era scarso e antiquato, le autorità italiane erano acutamente consce della necessità di mantenere un esercito moderno, e stavano facendo i passi necessari per modernizzarlo in armonia con i loro stessi principi tattici, relativamente avanzati. Circa il 40% del bilancio 1939 fu destinato alla spesa militare. C'era coscienza, quantunque tardiva, del bisogno di supporto aereo ravvicinato per la marina, e si decise di costruire portaerei.
E sebbene la maggior parte dell'equipaggiamento fosse obsoleto e scadente, ci si mosse nella direzione giusta nei casi in cui fu sviluppato equipaggiamento di qualità. Per esempio, i tre caccia della Serie 5 erano in grado di eguagliare le prestazioni dei migliori caccia alleati, ma ne furono costruite solo poche centinaia. Il Fiat G55 riscosse grande interesse tedesco e fu definito da Oberst Petersen, consigliere di Goering, il "miglior caccia dell'Asse." Il P26/40, carro definito pesante dall'Italia, che fu di fatto un'imitazione del t34 grosso modo equivalente allo M4 Sherman e al Panzer IV, fu progettato nel 1940, ma non ne fu costruito alcun prototipo fino al 1942 e gli sviluppatori/costruttori non furono in grado di produrne alcuno prima dell'Armistizio. Ciò era dovuto, in parte, a carenza di motori abbastanza potenti, a loro volta oggetto di uno sforzo di sviluppo. Diversamente dagli Alleati, i progettisti italiani di carri non pensarono di utilizzare vecchi motori aerei, che erano disponibili relativamente in abbondanza, e avrebbero certo facilitato uno sviluppo di carri più rapido. Il numero totale di carri prodotti per la guerra (circa 3 500) era inferiore a quello che i tedeschi avevano impiegato per invadere la Francia. È stato riferito che gli italiani siano stati i primi a usare armi auto-propulse, sia nel ruolo di supporto ravvicinato sia in quello controcarro, e ad esempio i loro cannoni 75/46 (e 75/32), 90/53 (una copia dell'88/55 tedesco), 102/35 e 47/32 mm, e 20 mm AA non erano obsoleti. Erano anche degni di nota l'AB41 e la Fiat-SPA AS42 "Sahariana", reputati eccellenti veicoli nella loro categoria. Nessuno di questi sviluppi però mitigava il fatto che il grosso dell'equipaggiamento fosse obsoleto e inadeguato. Peraltro, erano l'economia relativamente povera, la mancanza di appropriate materie prime e l'incapacità di produrre sufficienti quantità di armamenti e dotazioni, che costituivano la causa principale del fallimento militare italiano.

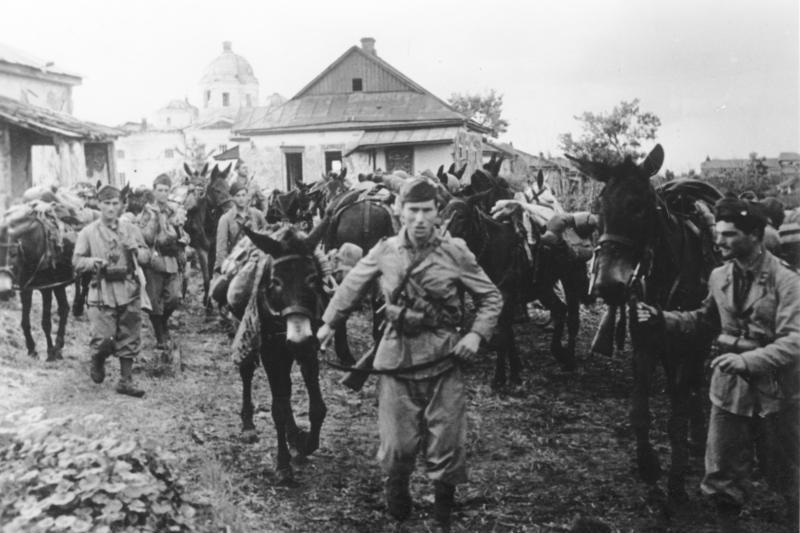
Soldati italiani con muli sul fronte russo

Teoricamente l'Italia possedeva uno dei più grandi eserciti, ma la realtà era ben diversa. Secondo le stime di Bierman e Smith, l'esercito regolare italiano poteva schierare solo 200 000 uomini circa all'inizio della seconda guerra mondiale. Con buona pace dei tentativi di ammodernamento, la maggior parte del personale militare italiano era fanteria con armamento leggero e sprovvista di sufficienti trasporti motorizzati. Non c'erano risorse finanziarie sufficienti per addestrare previamente i combattenti sicché nella seconda guerra mondiale gran parte del personale fu addestrato al fronte, quando ormai non era più utile. Le unità aeree non erano addestrate a collaborare con quelle navali e la maggior parte delle navi erano costruite per azioni di flotta, non per i servizi di scorta a convogli in cui furono impegnate perlopiù durante la guerra. A ogni modo, per la drammatica penuria di carburante(parzialmente dovuta agli attacchi britannici ai convogli di carburante, e le cattive dottrine tattiche e logistiche dell'Italia), le attività navali erano ridotte al minimo.
Anche i quadri dirigenti militari erano un aspetto critico. Mussolini assunse personalmente il controllo di tutti e tre i ministeri preposti a ciascuna forza armata con l'intenzione di influenzarne la pianificazione di dettaglio. Il Comando supremo consisteva solo di una piccola aliquota di stato maggiore che poteva fare poco più che informare i comandi generali delle singole FF.AA. circa le intenzioni di Mussolini, dopo di che stava a ciascun comando di forza armata sviluppare questi concetti di "alto livello" in piani adeguati, e metterli in pratica. Il risultato era che non vi era alcuna direzione centrale delle attività belliche, e le tre forze armate tendevano a lavorare indipendentemente, concentrandosi solo sui loro campi, con scarsa cooperazione interarma. Lo stesso esercito era essenzialmente diviso in due organizzazioni di fatto, quella fedele al re (Regio esercito) e quella fedele a Mussolini (MVSN, Battaglioni M, divisioni Camicie Nere), e c'erano discrepanze di paga tra personale di pari grado, appartenente a diverse unità.
Dopo che i tedeschi ebbero conquistato la Polonia, Mussolini cambiò idea più volte sulla sua entrata in guerra. Il comandante britannico in Africa, generale Archibald Wavell, previde esattamente che l'orgoglio di Mussolini avrebbe finito per costringerlo a entrare in guerra. Wavell avrebbe paragonato la situazione di Mussolini a qualcuno in cima a un trampolino: "Penso che debba far qualcosa. Se non sa tuffarsi elegantemente, salterà almeno in qualche maniera; non può rimettersi l'accappatoio e scendere daccapo la scaletta."
Alcuni storici credono che il Duce Mussolini sia stato indotto a entrare in guerra contro gli Alleati da trattative segrete con il primo ministro britannico Winston Churchill, con il quale intercorse un nutrito carteggio tra settembre 1939 e giugno 1940. Il giornalista Luciano Garibaldi scrisse che "in quelle lettere (scomparse al lago di Como nel 1945) Churchill può aver forzato Mussolini a entrare in guerra per mitigare le richieste di Hitler e dissuaderlo dal continuare le ostilità con la Gran Bretagna mentre la Francia era ormai inesorabilmente incamminata verso la sconfitta. Alla luce di questo, Mussolini avrebbe potuto incoraggiare Hitler a rivolgersi contro l'URSS, il comune nemico di Churchill e Mussolini".
In principio, l'entrata in guerra fu un evidente esempio di opportunismo politico, accompagnato da incoerente pianificazione, e mutamenti di principali obiettivi e nemici senza troppo riguardo per le conseguenze. Mussolini era ben conscio delle carenze militari e materiali ma pensava che la guerra sarebbe finita presto e non si aspettava che ci fosse molto da combattere. Questo generò confusione tra gli italiani comuni e i soldati che non avevano quasi idea della causa per cui si combatteva e, di conseguenza, non erano motivati e non ne vedevano alcuna giustificazione. Col progredire della guerra e col susseguirsi dei disastri, il Comando supremo fu obbligato a seri passi nella pianificazione.

### Francia
Quando la guerra andava sempre peggio per gli Alleati, nell'imminenza della conquista tedesca di Belgio, Paesi Bassi e Francia, Mussolini non riuscì più a trattenersi e dichiarò guerra agli Alleati il 10 giugno 1940. A Mussolini la guerra pareva quasi finita, e voleva garantire all'Italia di sedersi al tavolo delle trattative di pace, per guadagnare territori come la Corsica e Nizza (che sul piano storico-culturale e geografico potevano essere reclamati all'Italia), e altre terre in Nord Africa. L'offensiva italiana contro la Francia non ebbe inizio prima che fossero trascorsi dieci giorni dalla dichiarazione di guerra, e le truppe italiane (che combattevano contro una forza francese numericamente inferiore, però ben trincerata nella Linea Maginot alpina) furono molto lente nel conquistare territorio, mentre la Germania aveva già preso possesso di Parigi. Il 25 giugno era già stato concluso l'armistizio con la Francia, sebbene le truppe italiane avessero fatto progressi solo insignificanti nel territorio francese, pagando un prezzo di sangue spropositato per una manciata di chilometri di avanzata.

### Africa
L'entrata in guerra di Mussolini fu quantomeno una cattiva notizia per il Regno Unito, visto che la Regia Marina sarebbe stato un avversario nelle acque del Mediterraneo. Anche le armate italiane in Libia ed Egitto avrebbero potuto teoricamente buttare fuori dall'Egitto le truppe britanniche, poiché opponevano in Africa mezzo milione di uomini ai cinquantamila britannici. Ma questi ultimi presero l'iniziativa in Africa mentre l'Italia ancora faticava a pacificare l'Etiopia e il generale Wavell mantenne un fronte in movimento costante di incursioni sulle posizioni italiane, che si rivelò vincente. Il 14 giugno i britannici eseguirono un riuscito attacco a sorpresa su Forte Capuzzo, ma non era inteso come una conquista definitiva perché i britannici all'epoca usavano una tattica molto più caratterizzata da mobilità. A metà settembre l'elenco delle morti indicava che l'Italia aveva perso 3 000 uomini e il Regno Unito solo poco più di 490, malgrado che al momento l'Italia avesse maggiori forze terrestri e la superiorità aerea.
Il 13 settembre 1940 l'Italia incominciò una lentissima avanzata a est in Egitto. Gli italiani avanzavano con sei divisioni. Dopo tre giorni, si fermarono e costituirono una catena di campi fortificati nei pressi di Sidi Barrani. Ma i campi che facevano parte della catena erano troppo distanziati. Questo permise a Wavell di mettere a segno un colpo micidiale alle forze italiane attorno a Sidi Barrani proprio all'inizio di quella che sarebbe diventata l'Operazione Compass.(Uno dei più grandi fallimenti italiani)
Richard O'Connor guidò l'attacco iniziale contro i campi italiani.
O'Connor si mosse tra i campi e attorno alla retroguardia italiana. Gli italiani furono sbigottiti e i britannici riuscirono a catturare subito quattromila prigionieri. Questo attacco avrebbe potuto da solo annichilire l'esercito italiano in Nordafrica. Ma i comandanti britannici non presentirono una vittoria così grande. Invece, l'attacco iniziale fu concepito come un'incursione su larga scala. Di conseguenza, non c'era una divisione di fanteria pronta a sfruttare l'occasione britannica di Sidi Barrani. Così le rimanenti truppe italiane poterono riparare a Bardia. A ogni modo Bardia cadde in mano britannica tre settimane più tardi.
La campagna italiana in Africa Orientale in principio fu più fortunata, tanto che gli italiani conquistarono la Somalia Britannica e frammenti di Sudan e Kenya, ma la penuria di carburante e d'altre risorse li fece rinunciare a ogni velleità di progresso, e assunsero piuttosto un assetto difensivo in attesa di un prevedibile contrattacco. Il contrattacco venne da due divisioni indiane dal Sudan, tre divisioni dal Kenya e un attacco anfibio da Aden, con il concorso di ribelli etiopi arbegnuoch. Le forze alleate ripresero la Somalia in febbraio, l'Eritrea in marzo-aprile (dopo la decisiva battaglia di Keren), e Addis Abeba, capitale dell'Etiopia, in aprile. Il duca d'Aosta, viceré dell'Africa Orientale Italiana (AOI), si arrese presso Amba Alagi in maggio. Le forze di Roma in AOI furono in un certo senso boicottate dalla contemporanea partecipazione della Regia Aeronautica alla battaglia d'Inghilterra, che lasciò solo 150 aerei in Etiopia, e anche dall'impossibilità di ricevere rifornimenti dall'Italia. Alcune guarnigioni italiane, come Gondar e Culqualber, resistettero fino al novembre 1941, e un gruppetto di italiani diede vita a una guerriglia per qualche tempo, in certi casi fino al 1943.
Nella campagna del Nordafrica poi Erwin Rommel fu posto al di sopra dei generali italiani, nel momento in cui dalla Germania arrivarono nel teatro diverse unità Panzer con la denominazione Afrika Korps. Ciò nonostante, il grosso delle forze dell'Asse in Nordafrica continuava a essere italiano. All'inizio Rommel andò molto bene: raggiungendo daccapo il confine egiziano in meno di due settimane, colse di sorpresa Wavell. Fu stroncata un'altra offensiva britannica, e Rommel si diresse a El Alamein. Tali sviluppi indussero Mussolini a credere che lo scontro dovesse terminare a breve, e volò in Africa, con il proposito di entrare a Il Cairo trionfalmente; dopo tre settimane d'attesa, riprese l'aereo per Roma. Il feldmaresciallo Bernard Montgomery ottenne ai britannici la vittoria di El Alamein nell'ottobre 1942. Questo successo coincise con l'Operazione Torch, lo sbarco americano nel Nordafrica francese, e con l'esito della battaglia di Stalingrado, distruggendo il morale dell'Asse. Dopo la definitiva perdita della Libia nel gennaio 1943, le forze italo-germaniche combatterono la campagna di Tunisia e alla fine si arresero il 13 maggio 1943.

### Grecia

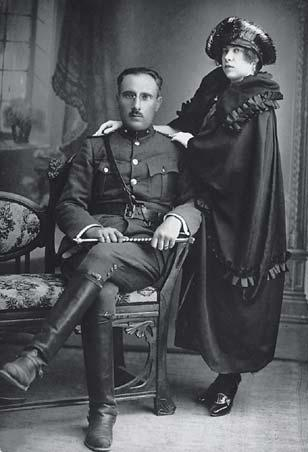
Il colonnello greco Mordecai Frizis, morto combattendo contro gli italiani alla battaglia di Elaia-Kalamas

Con scarsissima preparazione dopo il disastro in Africa e le conseguenti dimissioni di Rodolfo Graziani, Mussolini decise improvvisamente d'invadere la Grecia, per non essere da meno dell'alleato che aveva recentemente occupato la Romania. Dopo grandi campagne propagandistiche e l'affondamento di un incrociatore leggero ellenico, Mussolini intimò un ultimatum al primo ministro greco Ioannis Metaxas, e subito dopo incominciò la guerra italo-greca. Hitler era contrario a questa mossa (che in seguito lo avrebbe obbligato a distogliere parte delle sue truppe), ma Mussolini continuò senza consultarsi con i tedeschi, poiché secondo lui i nazisti troppe volte avevano lanciato invasioni senza dargliene notizia.
Mussolini era molto incerto sulla data in cui incominciare l'invasione, e cambiò idea numerose volte, perfino cinque nell'arco di quindici minuti. Alla fine decise per il 28 ottobre 1940, anniversario della marcia su Roma, benché il personale del comando supremo non ne fosse a conoscenza prima di apprenderlo da Radio Londra. In due settimane circa, gli italiani stavano già ripiegando in Albania, poiché le condizioni in quel periodo dell'anno erano molto sfavorevoli alla guerra di montagna e inoltre continuavano a sussistere problemi organizzativi generali nelle forze armate. Uno dei motivi del fallimento fu il generale visconti-prasca che non richiede il giusto numero di truppe perché se ci fosse stato anche un solo soldato in più ci sarebbe stato bisogno di un generale di grado superiore. Nello schieramento fascista mondiale, Franco, reduce dalla recente vittoria nella sua guerra civile, stava meditando di entrare nella seconda guerra mondiale, ma il fiasco italiano in Grecia gli fece cambiare idea. Alla fine le truppe di Mussolini furono soccorse da quelle di Hitler, che da questa azione guadagnò l'ultima parola su tutte le operazioni politiche e militari per il resto della guerra.
Questo soccorso ebbe anche l'importante risvolto (nefasto per i nazisti) di ritardare la partenza dell'Operazione Barbarossa, di cui tratteremo nella prossima sezione.

### Unione Sovietica
Mussolini era proprio nel mezzo di un negoziato per un trattato commerciale con l'Unione Sovietica quando il 22 giugno 1941 Hitler invase il territorio di quello Stato, già suo alleato nell'attacco alla Polonia. A ogni modo, Mussolini fu ancora una volta abbagliato dalle promesse hitleriane di rapida vittoria, tanto che alla fine avrebbe mandato un totale di 200 000 militari al Fronte orientale, inizialmente organizzati nell'Corpo di spedizione italiano in Russia. Tanto per cominciare, furono inviate tre divisioni, ma solo una era completamente motorizzata, pur non avendo carri armati.
Dopo alcune ingenti perdite nella Divisione Celere, Mussolini spedì in Russia quattro nuove divisioni di fanteria e tre di alpini ufficialmente per costituire un'armata (Armata Italiana in Russia - ARMIR) nel luglio 1942. Ma invece di venire schierate nelle montagne del Caucaso come ci si aspettava, le unità italiane furono incaricate di tenere il fonte nelle pianure del Fiume Don. In conseguenza di questa disastrosa decisione strategica, le truppe alpine italiane, armate, addestrate ed equipaggiate per la guerra di montagna e le deficitarie divisioni di fanteria italiane furono contrapposte a carri armati e fanteria meccanizzata, che non erano equipaggiate né addestrate a fronteggiare. L'offensiva sovietica Operazione Piccolo Saturno spazzò via la maggior parte delle truppe italiane, e solo la 2ª Divisione alpina "Tridentina" sfuggì all'annientamento. Alla fine del febbraio 1943, quel poco che restava delle truppe italiane si stava ritirando, un colpo enorme per l'opinione pubblica dell'Italia fascista. I resti dell'ARMIR erano ancora in Italia al tempo dell'armistizio italiano dell'8 settembre 1943 che ne dichiarò ufficialmente lo scioglimento.

### Sicilia e armistizio
Il 10 luglio 1943, la Sicilia fu invasa da una forza mista di truppe americane e del Commonwealth Britannico (Operazione Husky). I generali tedeschi assunsero il comando della difesa e, benché perdessero l'isola, riuscirono a traghettare un gran numero di forze tedesche e italiane dalla Sicilia, mettendole in salvo sulla terraferma italiana. La perdita della Sicilia ridusse ulteriormente il consenso alla guerra nell'opinione pubblica italiana. Il 25 luglio 1943 il Gran consiglio del fascismo sfiduciò sostanzialmente Mussolini (arrestato poco dopo), riconsegnando la direzione politica al re Vittorio Emanuele III, che formò un nuovo governo presieduto da Pietro Badoglio. Sebbene il nuovo governo dichiarasse che l'Italia avrebbe seguitato a combattere con l'Asse, intraprese immediatamente trattative segrete con gli Alleati per fermare i combattimenti, passando dalla loro parte. Il 3 settembre fu firmato un armistizio segreto con gli Alleati presso Fairfield Camp in Sicilia. L'armistizio sarebbe stato annunciato pubblicamente l'8 settembre. In quel momento, gli Alleati erano sulla terraferma italiana (sbarcati senza resistenze grazie all'armistizio). I tedeschi sapevano che l'Italia avrebbe potuto defezionare e avevano ingrossato preventivamente le loro forze in Italia proprio mentre si svolgevano i colloqui segreti con gli Alleati. All'annuncio dell'armistizio non si accompagnarono chiare istruzioni alle forze armate italiane su come dovessero comportarsi verso i loro ex alleati germanici. Si registrò quindi una modesta resistenza quando i tedeschi entrarono in azione disarmando gli italiani e prendendo il controllo del Norditalia (ci fu un'eccezione per la marina, che ebbe ordini di stare alla larga dai tedeschi. Di conseguenza, furono poche le imbarcazioni italiane cadute in mano ai tedeschi). Particolarmente tragica fu la sorte della divisione "Acqui" (Eccidio di Cefalonia). Ai soldati italiani catturati fu data la scelta tra la prigionia e il prosieguo della guerra per la Germania. Una minoranza scelse questa seconda opzione. Nei Balcani, che l'Italia aveva precedentemente occupato assieme ai tedeschi, migliaia di soldati italiani sfuggirono alla cattura unendosi ai movimenti di resistenza locali. Per aggirare il divieto di usare i prigionieri di guerra per il lavoro forzato, i tedeschi ribattezzarono "internati militari" i loro prigionieri italiani e li spedirono in Germania a lavorare come schiavi.
I tedeschi liberarono Mussolini con il colpo di mano del Gran Sasso (12 settembre 1943) e lo posero a capo della Repubblica Sociale Italiana (RSI), il loro stato fantoccio che continuò a combattere gli Alleati finché le forze tedesche in Italia si arresero nella primavera del 1945.
Gli Alleati erano indecisi su come considerare il Regno d'Italia dopo l'armistizio. Gli USA volevano trattare il Regno d'Italia come ogni altro membro degli Alleati, mentre i britannici volevano trattarlo come un nemico sconfitto. Le forze armate del Regno d'Italia perciò non entrarono in guerra a pieno titolo contro la Germania, sebbene alla fine fossero costituite le forze "cobelligeranti" (Esercito Cobelligerante Italiano, Aeronautica Cobelligerante Italiana, Marina Cobelligerante Italiana). Il periodo post-armistizio vide anche l'insorgenza di un grande movimento di resistenza italiana che combatté i tedeschi e la RSI al Nord.

### Conseguenze della seconda guerra mondiale
La sconfitta nella seconda guerra mondiale determinò la perdita di tutto le colonie italiane (comprese quelle acquisite prima del fascismo), oltre ad altre perdite territoriali come stipulato nel Trattato di pace con l'Italia (1947).

## Secondo dopoguerra

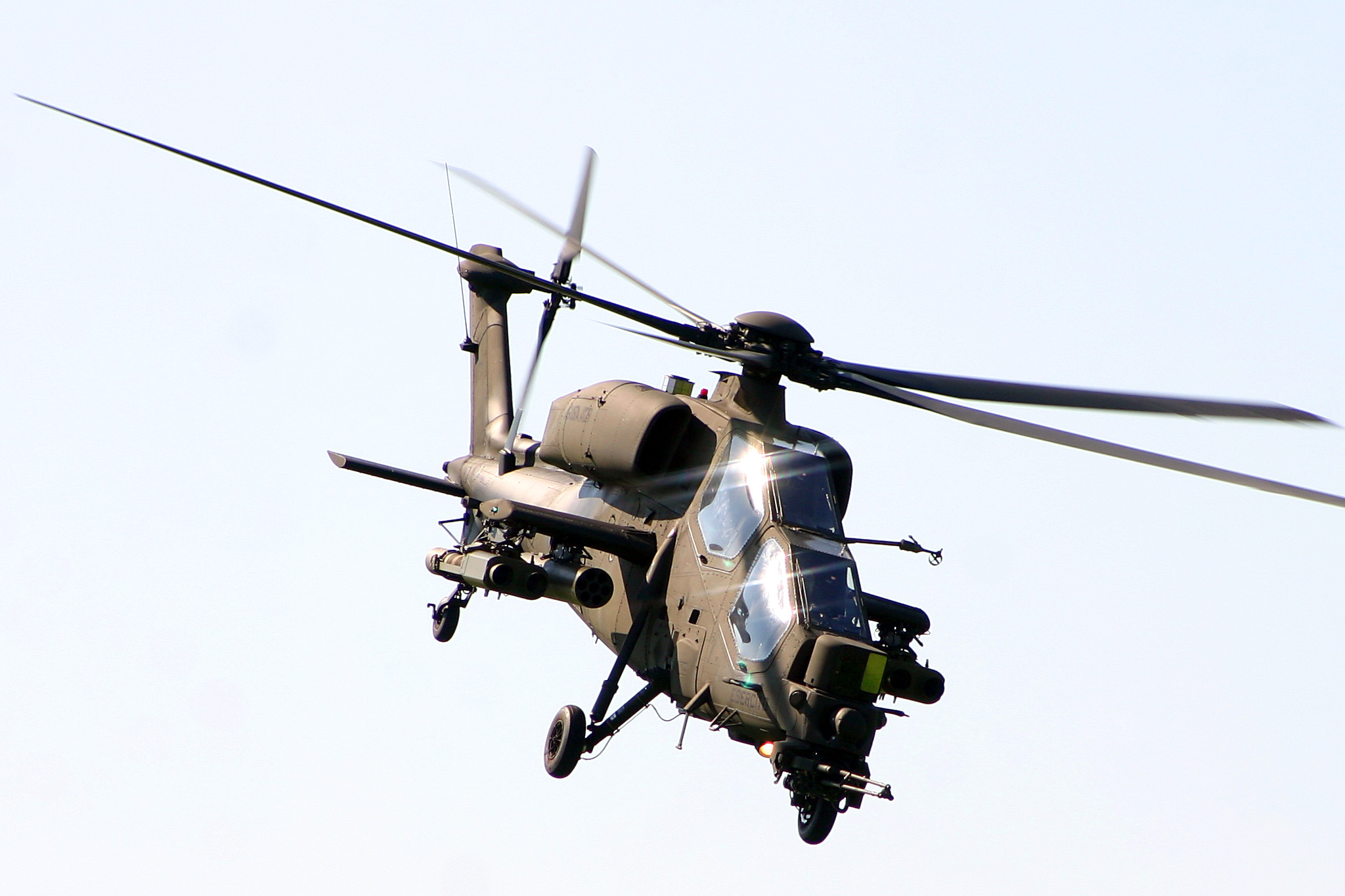
Elicottero d'attacco Agusta A129 Mangusta
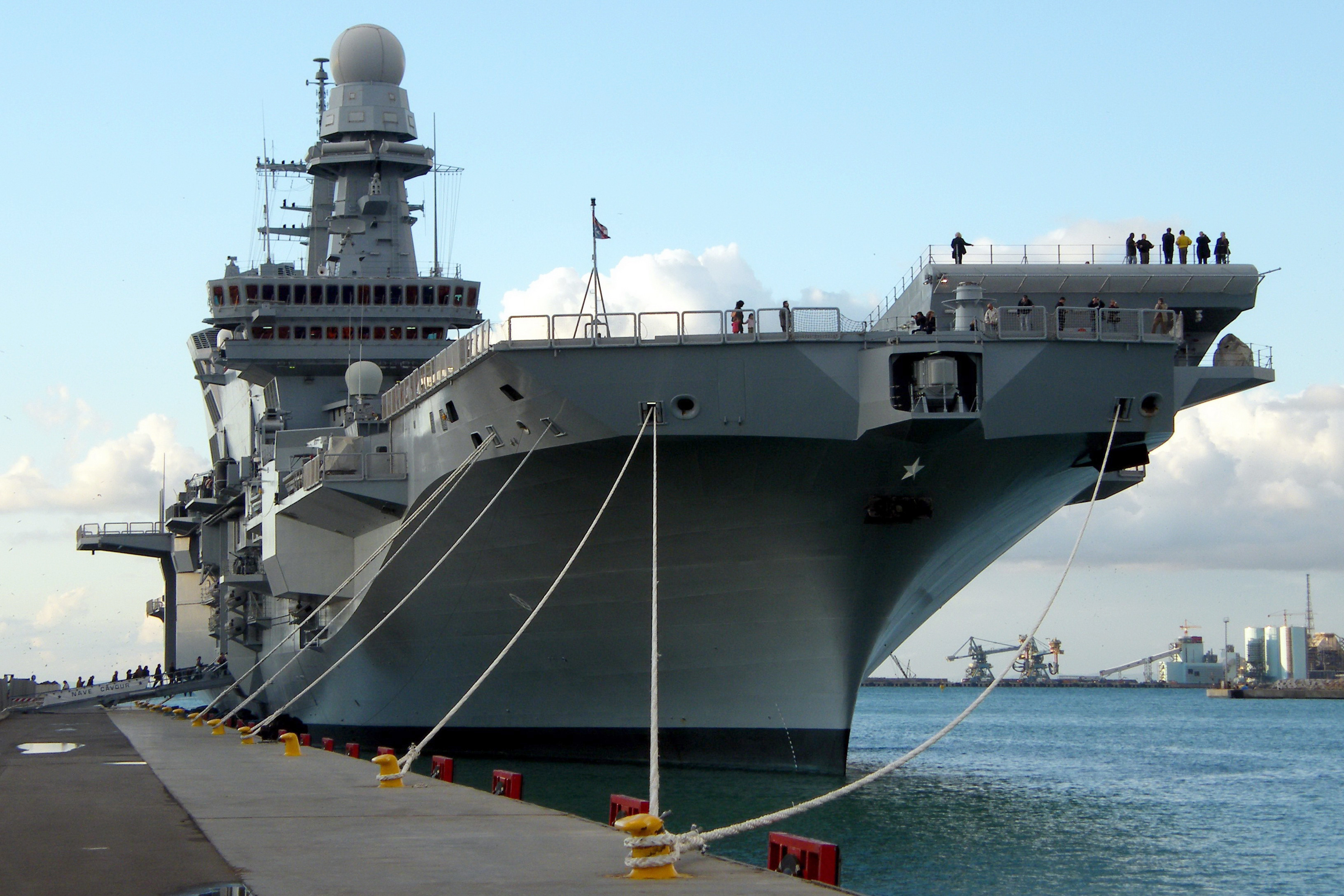
Portaerei Cavour (C 550)
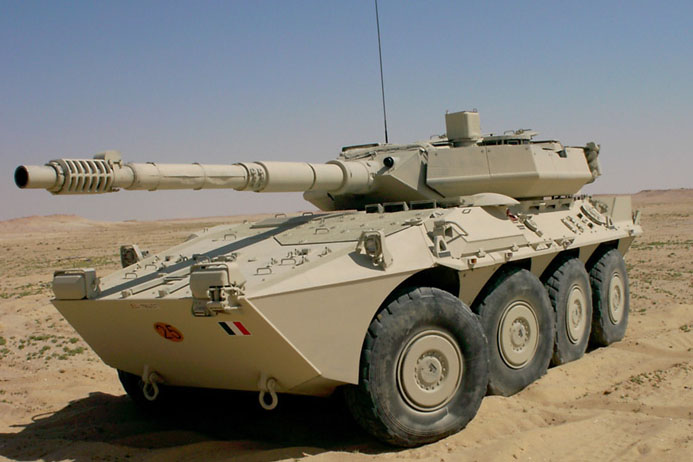
Autoblindo Centauro
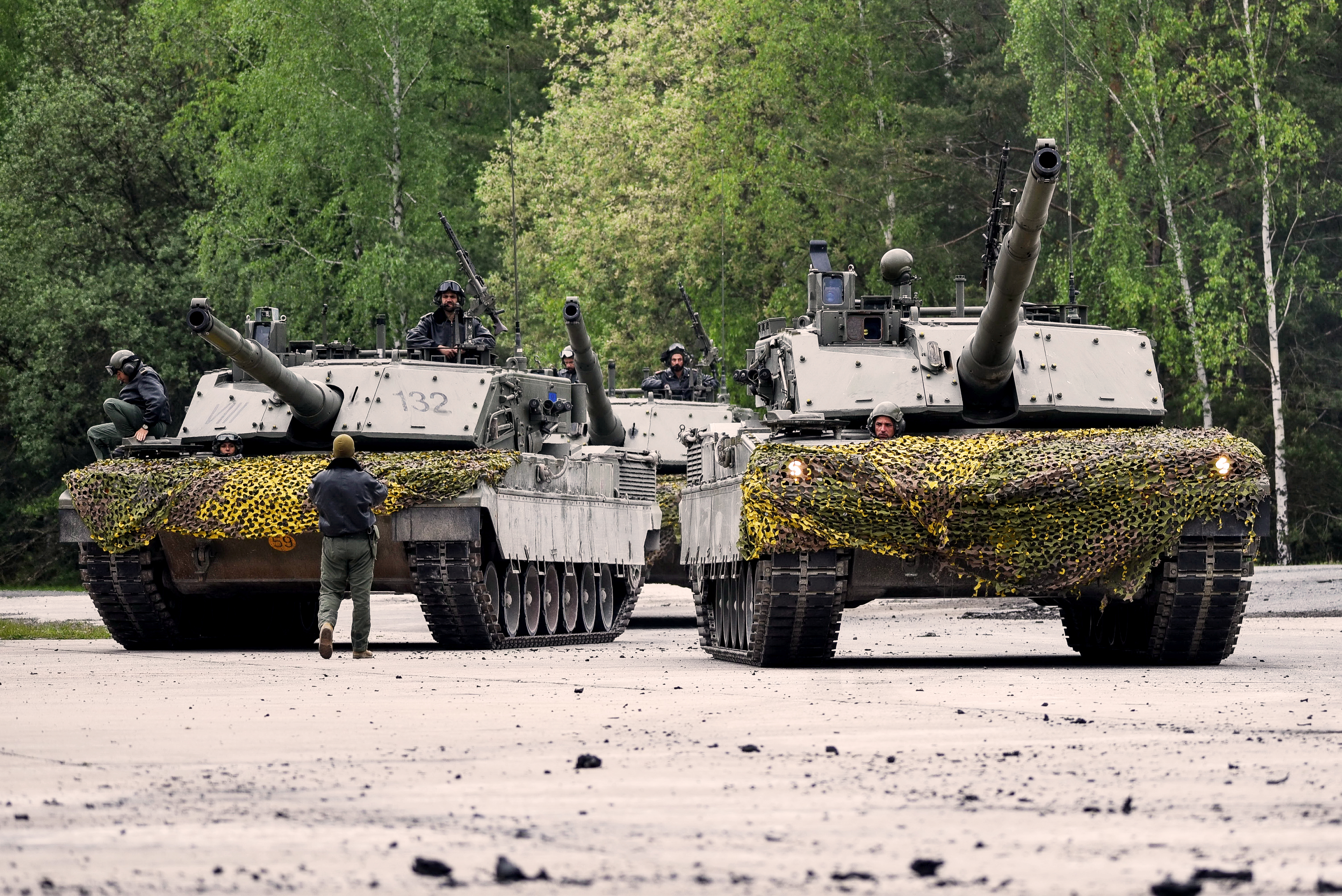
Carro armato Ariete
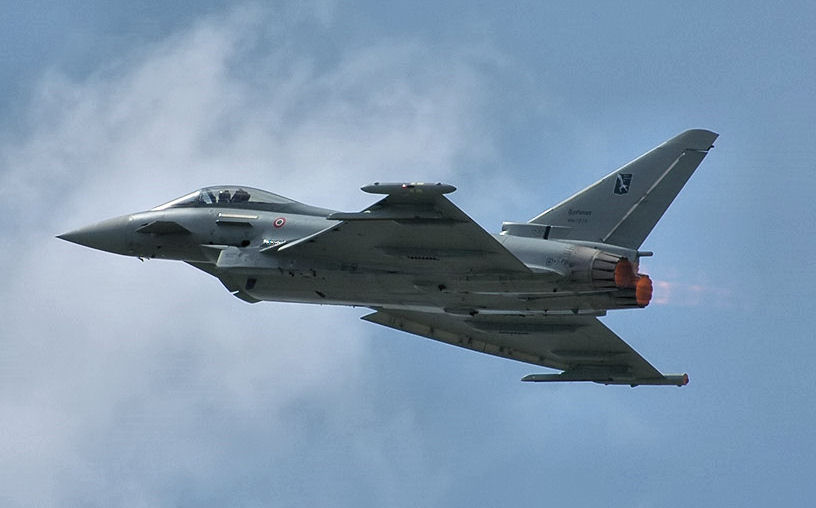
Eurofighter Typhoon utilizzato dall'Aeronautica militare italiana
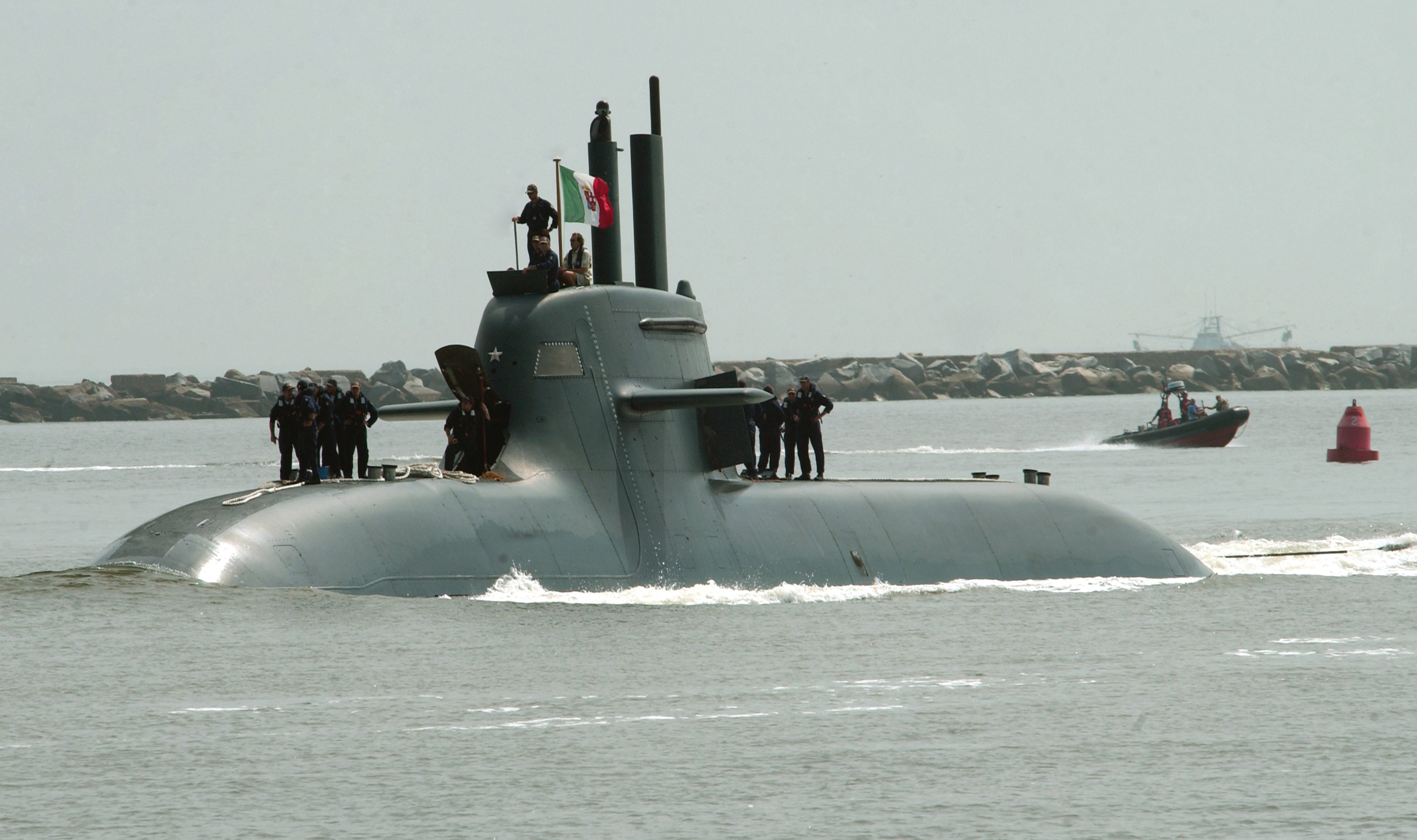
Sottomarino Salvatore Todaro (S 526)

L'Italia del dopoguerra adottò una costituzione repubblicana e divenne uno dei membri fondatori dell'alleanza militare del Blocco occidentale NATO (North Atlantic Treaty Organization) che fu formata il 4 aprile 1949, e continua tuttora (2025) ad appartenervi.

### Forza multinazionale in Libano (1982–1984)

Distintivo Multinational Peacekeeping Force

Nel 1982 furono schierate forze italiane in Libano (al tempo afflitto dalla Guerra civile libanese) assieme a truppe americane e francesi nel quadro della Forza Multinazionale in Libano. Lo scopo dichiarato della Forza multinazionale era presiedere al ritiro dell'OLP dal Libano ma il dispiegamento durò oltre quel punto.
Il contingente italiano di circa 3 000 militari era guidato dall'allora generale di brigata Franco Angioni, e alla fine fu la forza di maggior successo tra quelle impiegate, suscitando fiducia verso il governo e le forze armate italiani, rimediando alla scarsa considerazione della pubblica opinione legata alla sconfitta nell'ultimo conflitto mondiale e spianando la via per il conseguente aumento di missioni all'estero assegnate ai militari italiani.
La Forza multinazionale fu ritirata dopo i sanguinosi attentati del 1983 alle caserme di Beirut che colpirono contemporaneamente le forze francesi e americane. Il contingente italiano non fu preso di mira in questo attacco. La forza italiana si ritirò il 20 febbraio 1984 (gli USA seguirono il 26 febbraio e le ultime truppe francesi partirono il 31 marzo). Due soldati italiani persero la vita in servizio con la Forza multinazionale in Libano.

### Guerra del Golfo (1990–1991)
L'Italia contribuì con 4 navi da guerra (più una di supporto) e con aerei da interdizione/attacco Panavia Tornado alla coalizione della Guerra del Golfo.

### Intervento NATO nella Guerra di Bosnia (1992–1995)
Sotto gli auspici della NATO, l'Italia partecipò agli interventi nella Guerra di Bosnia (1992–1995). L'Italia prese parte attivamente all'Operazione Deny Flight che imponeva una zona di non sorvolo sull'area di guerra. Le navi da guerra parteciparono anche all'Operazione Sharp Guard, un blocco navale che imponeva un embargo alle armi e sanzioni economiche nella zona dell'ex Jugoslavia. L'Italia partecipò anche alla Campagna NATO del 1995 di bombardamento in Bosnia ed Erzegovina contro obiettivi serbo-bosniaci.

### UNITAF e UNOSOM II (1992–1995)
Le forze italiane parteciparono a UNITAF e alla sua erede UNOSOM II, operazioni ONU di peacekeeping nella Guerra civile somala che alla fine si rivelarono un insuccesso, terminando con il ritiro nel 1995.

### Operazione Alba (1997)
L'Operazione Alba fu una forza multinazionale a guida italiana inviata in Albania nel 1997. Il suo proposito dichiarato era assistere il governo albanese nel ristabilimento dell'ordine nel travagliato Paese dopo l'anarchia albanese del 1997.
Il III Corpo d'armata italiano assunse la responsabilità della missione "Alba", la prima missione multinazionale a guida italiana. Quindici nazioni partecipanti portarono aiuti umanitari all'Albania colpita dalla crisi.

### Guerra del Kosovo (1999)
L'Italia partecipò al bombardamento NATO della Jugoslavia durante la Guerra del Kosovo (1998–1999). L'aeronautica militare italiana mise in campo 34 Tornado, 12 F-104, 12 AMX, 2 B-707 e la marina militare italiana intervenne con gli Harrier II. La marina italiana fornì anche una task force navale che comprendeva la portaerei Giuseppe Garibaldi (C 551), una fregata (Maestrale (F 570)) e un sottomarino (Classe Sauro), che operavano con le altre navi NATO nell'Adriatico.
Le truppe italiane fanno parte della Kosovo Force, una forza NATO di peacekeeping dispiegata in Kosovo dopo la fine della guerra nel 1999.

### Quarta forza armata (2000)

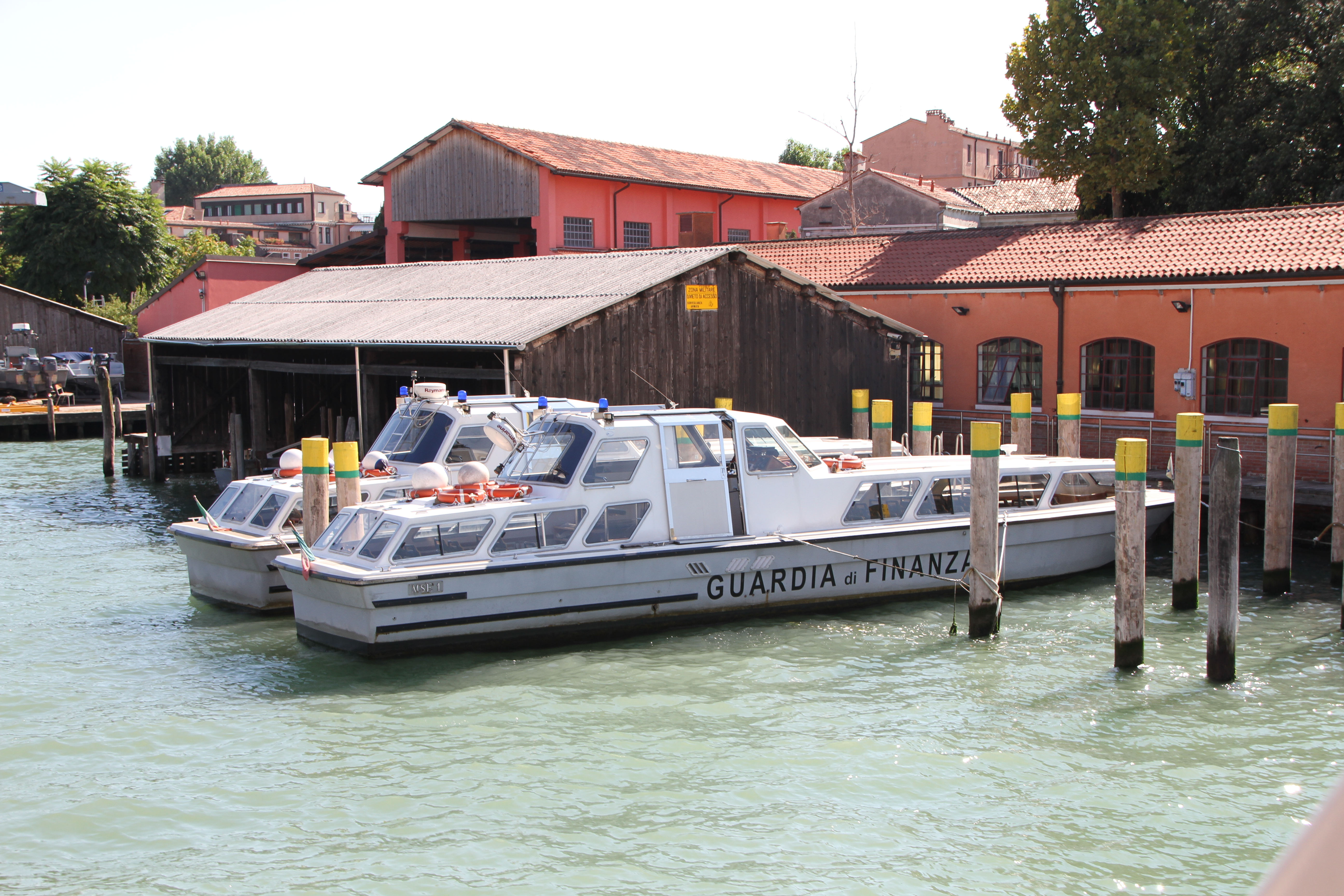
Imbarcazioni della Guardia di Finanza ormeggiate a Venezia, 2015

Nel 2000 l'Arma dei Carabinieri fu elevata al rango di quarta forza armata italiana. Nata nel 1814 nel restaurato Regno di Sardegna con un tipico profilo di gendarmeria, per quasi duecento anni questa organizzazione aveva affiancato ai compiti di law enforcement lo svolgimento di una serie di ruoli militari più o meno specializzati, ma sempre restando la "prima arma" (dell'Armata Sarda inizialmente, e poi del Regio Esercito). Per le attività più squisitamente militari, in tempo di pace per lo più consistenti di proiezioni di forza all'estero in seno a missioni di cooperazione/interposizione internazionale, l'Arma si avvale principalmente di unità di élite inquadrate nella 2ª Brigata mobile.
Per relationem, non ci possiamo esimere in questa sede dal formulare almeno un cenno all'altra forza di polizia a ordinamento militare, la Guardia di Finanza, che è stata diffusamente impiegata in teatri e compiti bellici quantomeno in entrambe le guerre mondiali.

### Guerra in Afghanistan (2001–2021)

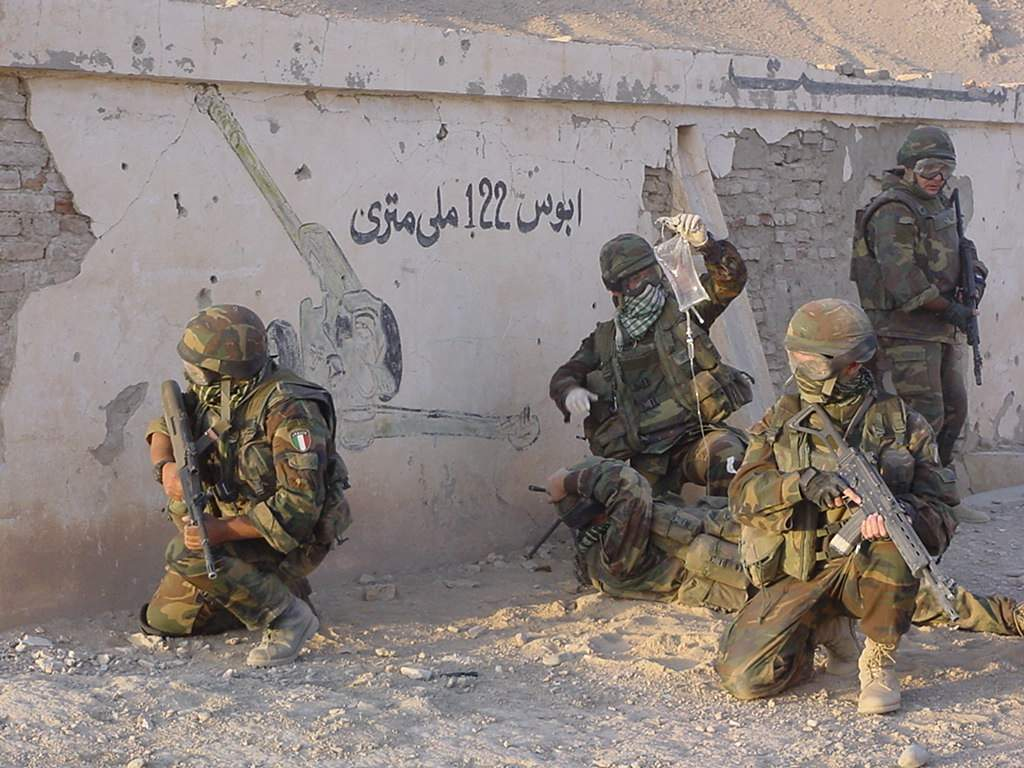
Alpini del 4º Reggimento Alpini Paracadutisti in Afghanistan

Nell'ambito dell'Operazione Enduring Freedom, lanciata dagli Stati Uniti in reazione agli attentati dell'11 settembre 2001, l'Italia contribuì all'iniziativa internazionale in Afghanistan. Le forze italiane sono incorporate nell'ISAF, la forza a guida NATO in Afghanistan, e mantiene nel Paese un Provincial Reconstruction Team.
L'Italia mandò inizialmente 411 soldati, costituenti una compagnia di fanteria del 2º Reggimento Alpini incaricato di proteggere il quartier generale ISAF, una compagnia di genieri, un plotone NBC, un'unità logistica, oltre a elementi di collegamento e stato maggiore integrati nella catena di comando dell'operazione. Le forze italiane dispongono comandano anche una task force multinazionale di genieri e hanno schierato un plotone italiano di polizia militare. Sono dispiegati anche tre elicotteri AB 212 a Kabul e quattro aerei Panavia Tornado.
47 militari italiani sono deceduti mentre prestavano servizio nell'ISAF.

### Coalizione multinazionale in Iraq (2003–2006)
La Coalizione multinazionale in Iraq consisteva dei paesi i cui governi avevano personale militare collocato in Iraq. L'esercito italiano non partecipò alle operazioni belliche iniziali della Guerra in Iraq (2003), inviando truppe dopo il 1º maggio di quell'anno — quando il presidente Bush George W. Bush aveva dichiarato cessate le principali ostilità. Le truppe italiane arrivarono effettivamente nella tarda estate 2003, e incominciarono a pattugliare Nassiriya e dintorni. Il 26 maggio 2006 il ministro italiano degli Esteri Massimo D'Alema annunciò che da giugno le forze italiane sarebbero state ridotte a 1 600. Le ultime truppe italiane furono ritirate dall'Iraq nel settembre 2006.
I caduti italiani in servizio in Iraq furono 33. L'evento più sanguinoso per gli italiani fu l'attentato di Nassiriya del 2 novembre 2003, con un'autobomba che colpì il comando locale dei carabinieri, uccidendone 12, più cinque militari dell'esercito, due civili italiani e otto civili iracheni.

### Forza multinazionale – Libano (2006–oggi)

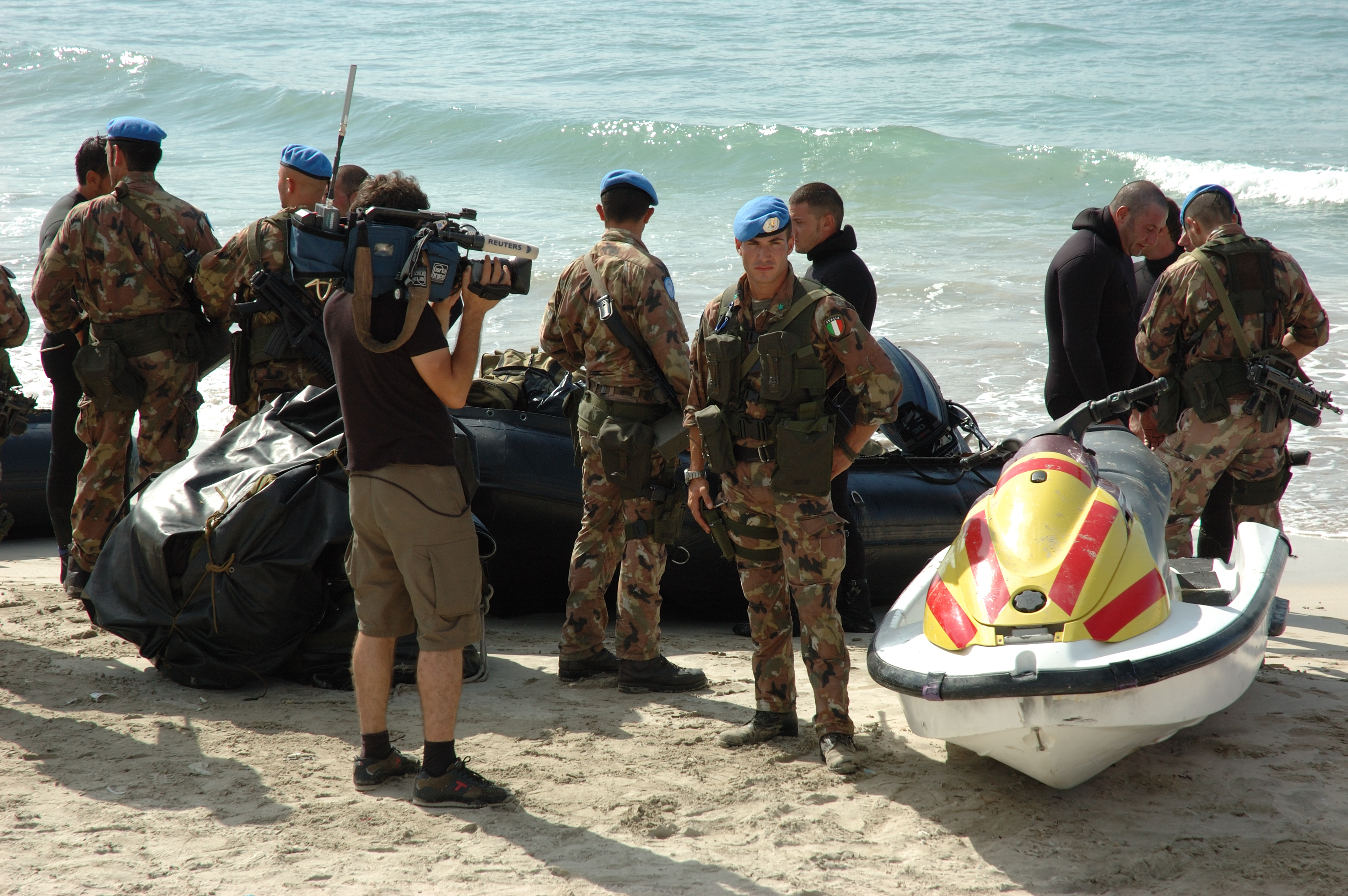
Soldati ONU italiani in Libano

Nell'operazione Leonte (interna alla missione ONU UNIFIL), l'Italia inviò unità navali e 3 000 militari per controllare la frontiera meridionale del Libano.

### Intervento militare del 2011 in Libia
L'Italia prese parte alla coalizione iniziale (poi allargata a diciannove Stati) che intervenne nella Guerra civile in Libia.

### Dispiegamento in Niger
Nel dicembre 2017, il presidente del consiglio Paolo Gentiloni annunciò che 470 soldati italiani sarebbero stati schierati in Niger con l'intento di mitigare la Crisi europea dei migranti. La missione ebbe concretamente inizio a fine 2018.